# Истине и лажи (1. сезона)
Прва сезона теленовеле Истине и лажи је снимана од лета 2017. до краја априла 2018. године, а емитована 25. септембра 2017. до 15. јуна 2018. године. Броји 171 епизоду.

## Улоге
Светислав Буле Гонцић, Љиљана Драгутиновић, Феђа Стојановић, Јана Илић, Зоран Пајић, Стефан Бузуровић, Бојана Ординачев, Јелена Гавриловић, Владимир Ковачевић, Борка Томовић и Жарко Степанов су ушли у главну поставу. У 37. епизоди, Данијел Корша, Ања Мит, Душан Каличанин, Бојан Кривокапић, Владан Дујовић, Софија Рајовић, Марина Ћосић, Милан Зарић, Стефан Радоњић и Ђорђе Крећа унапређени су у главну поставу. У 102. епизоди, Сандра Силађев је унапређена у главну поставу.

### Главне
- Светислав Буле Гонцић као Радован Божић
- Љиљана Драгутиновић као Даница Исидоровић
- Феђа Стојановић као Илија Исидоровић
- Јана Милић Илић као Марина Филиповић
- Зоран Пајић као Никола Исидоровић
- Стефан Бузуровић као Павле Филиповић
- Бојана Ординачев као Кристина Бајчетић
- Јелена Гавриловић као Татјана Миленковић
- Владимир Ковачевић као Арсеније Филиповић
- Борка Томовић као Вања Бакић
- Жарко Степанов као Слободан Кокот
- Данијел Корша као Небојша Дакић (епизоде 37-176)
- Ања Мит као Тара Исидоровић (епизоде 37-176)
- Сандра Силађев као Олга Поповски (епизоде 102-176)
- Душан Каличанин као Јован Хаџиславковић (епизоде 37-176)
- Бојан Кривокапић као Стефан Филиповић (епизоде 37-176)
- Владан Дујовић као Данило (епизоде 37-176)
- Софија Рајовић као Светлана Радојковић (епизоде 37-176)
- Марина Ћосић као Софија (епизоде 37-176)
- Милан Зарић као Зоран (епизоде 37-176)
- Стефан Радоњић као Џери (епизоде 37-176)
- Ђорђе Крећа као Иван Васковић (епизоде 37-176)

### Епизодне
- Данијел Корша као Небојша Дакић (епизоде 1-4, 6-10, 12-19)
- Ања Мит као Тара Исидоровић (епизоде 1-4, 6-7, 9-11, 13-17, 19-25, 27-28, 30-32, 35-36)
- Сандра Силађев као Олга Поповски (епизоде 1-2, 6, 8, 13, 16, 19, 26, 36, 39, 42, 44, 49, 57, 67, 74, 84)
- Душан Каличанин као Јован Хаџиславковић (епизоде 1-7, 9-11, 14-16, 18, 20-30, 32-33, 35-36)
- Владан Дујовић као Данило (епизоде 6, 11, 13-14, 16-17, 28, 31, 33)
- Софија Рајовић као Светлана Радојковић (епизоде 1, 2, 4, 6-14, 17-19, 21-22, 24-26, 28-36)
- Марина Ћосић као Софија (епизоде 1-2, 4-5, 8-10, 12, 14, 16-20, 25-28, 30-36)
- Милан Зарић као Зоран (епизоде 1-2, 4-6, 8-10, 12, 17-19, 25-28, 31-32, 35)
- Стефан Радоњић као Џери (епизоде 1, 4-6, 10, 14, 16, 18-20, 25, 32, 35)
- Ђорђе Крећа као Иван Васковић (епизоде 1-2, 4-6, 8-9, 14, 16, 18-20, 25, 35)
- Никола Ранђеловић као Лука Борђошки (епизоде 140-145, 148, 151, 157)

## Епизоде
| Бр. у серији | Бр. у сезони | Назив           | Редитељ                                               | Сценариста | Премијерно емитовање |
| --- | ------------ | --------------- | ----------------------------------------------------- | --- | -------------------- |
| 1 | 1            | „Епизода 1.1”   | Михаило Вукобратовић и Милан Коњевић                  | Милан Коњевић, Нина Џувер, Иван Велисављевић, Коста Пешевски, Љиљана Несторовић и Сандра Силађев                              | 25. септембар 2017.  |
| Никола Исидоровић, млади дресер, добија позив да издресира пса породице Филиповић. Кад доће на посао, он схвата да је госпођа Филиповић његова школска другарица Марина, а да је њен муж чувени Павле Филиповић звани „Паја Дизел”. Касније, из школе стиже и Маринин син Арсеније. Након што је присуствовала разговору између дресера и сина и неких покрета њих двојице, Марини се јавља сумња око тога ко је Арсенијев отац. Марина своју сумњу износи својој најбољој другарици Вањи која је психолог. Касније, Марина позива Николу код себе и открива му своју сумњу. |              |                 |                                                       | |                      |
| 2 | 2            | „Епизода 1.2”   | Михаило Вукобратовић и Милан Коњевић                  | Милан Коњевић, Нина Џувер, Иван Велисављевић, Коста Пешевски, Љиљана Несторовић и Сандра Силађев                              | 26. септембар 2017.  |
| Никола открива најбољим пријатељима, Крис и Слоби, о чему је разговарао са Марином, а они остају потресени. Павле разговара са Тањом, колегиницом с' посла, у вези тога што их је Арса ухватио у љубљењу и говори јој да треба да буду пажљивији јер се плаши да их он не откуца Марини. Марина зове Николу на мобилни и говори му да је пронашла клинику где ће да раде ДНК анализи, али њихов разговор прекида Крис. На састанку, Тања за новог директора продаје прадлаже Павловог школског друга Небојшу „Нешу” Дакића. Марина одлази у стан Исидоровића да тражи Николу, а он брине о томе шта ће бити ако анализа покаже да је Арса заиста његов син. Павле жели да поразговара са Арсенијем као мушкарац с' мушкарцем. Арса је налетео на Маринин и Вањин разговор о његовом оцу. |              |                 |                                                       | |                      |
| 3 | 3            | „Епизода 1.3”   | Михаило Вукобратовић и Милан Коњевић                  | Милан Коњевић, Нина Џувер, Иван Велисављевић, Коста Пешевски и Љиљана Несторовић                                              | 27. септембар 2017.  |
| Арса долази код Николе да поразговарају о томе да ли му је Никола заиста отац. Павле се састао са Нешом како би поразговарали о месту директора продаје и моли га да се врати у предузеће. Марина као фурија креће у потрагу за „несталим” Арсом, а Вања креће са њом како би је смиривала. Николини родитељи, Дана и Илија, се враћају кући из набавке и затичу Арсу, а Никола га лажно представља. Неша упознаје Татјану, али добија чудан осећај као да је зна од негде. Крис почиње да мува Слобу само да би видела како ће он да реагује. Арса у Николиној соби проналази алкохол и напија се због чега га Никола одводи у купатило да га отрезни, а Илија, пролазећи поред врата, чује њихов разговор и све схвата погрешно па преноси Дани своје сумње да им је син фурунџија.    |              |                 |                                                       | |                      |
| 4 | 4            | „Епизода 1.4”   | Михаило Вукобратовић и Милан Коњевић                  | Милан Коњевић, Нина Џувер, Иван Велисављевић, Коста Пешевски и Љиљана Несторовић                                              | 2. октобар 2017.     |
| Павле и Тања полако, али сигурно улазе у присну везу. Арса одраста и прави прву журку. Рођенданска прослава без озбиљног поклона од деда Радета не иде. За 18 рођендан, унук добија на поклон кола. |              |                 |                                                       | |                      |
| 5 | 5            | „Епизода 1.5”   | Михаило Вукобратовић и Милан Коњевић                  | Милан Коњевић, Нина Џувер, Иван Велисављевић, Коста Пешевски и Љиљана Несторовић                                              | 3. октобар 2017.     |
| Журка може да почне. Ко ће се све зближити на журци? Арса и Софија или можда Никола и Марина? Ипак, стари вук је још у пуној снази па ће можда то бити Раде и Тања. |              |                 |                                                       | |                      |
| 6 | 6            | „Епизода 1.6”   | Михаило Вукобратовић и Милан Коњевић                  | Милан Коњевић, Нина Џувер, Иван Велисављевић, Коста Пешевски, Љиљана Несторовић и Сандра Силађев                              | 4. октобар 2017.     |
| Дана одлучује да открије тајну односа Николе и средњошколца. Она успева да пронађе Арсин број телефона и креће у акцију. Тајанствена болесница Олга је поново на разговору код Вање. У чему ли је сад невоља? Павле је и даље растрзан између породице и Тање. |              |                 |                                                       | |                      |
| 7 | 7            | „Епизода 1.7”   | Михаило Вукобратовић и Милан Коњевић                  | Милан Коњевић, Нина Џувер, Иван Велисављевић, Коста Пешевски и Љиљана Несторовић                                              | 5. октобар 2017.     |
| Да ли ће Дана стићи код Арсе кући и открити ко ту живи? По први пут, Раде представља Арсенија као свог наследника, дајући свима на знање ко ће једног дана водити предузеће. Након Марининог захтева, Никола пристаје на ДНК анализу. |              |                 |                                                       | |                      |
| 8 | 8            | „Епизода 1.8”   | Михаило Вукобратовић и Милан Коњевић                  | Милан Коњевић, Нина Џувер, Иван Велисављевић, Коста Пешевски, Љиљана Несторовић и Сандра Силађев                              | 9. октобар 2017.     |
| Раде на старомодни начин покушава да заведе Тању, позивајући је на вечеру и плес. Софија долази код Арсе на часове из математике. Павле покушава поклоном да изглади свој и Маринин однос. Арса доживљава саобраћајну несрећу. |              |                 |                                                       | |                      |
| 9 | 9            | „Епизода 1.9”   | Михаило Вукобратовић и Милан Коњевић                  | Милан Коњевић, Нина Џувер, Иван Велисављевић, Коста Пешевски и Љиљана Несторовић                                              | 10. октобар 2017.    |
| Павле, Марина, Никола, Кристина и Слоба су на истом месту, али не у школи. Све их је спојио Арса. Вања покушава да смува Нешу, али наилази на изненађујући отпор. |              |                 |                                                       | |                      |
| 10 | 10           | „Епизода 1.10”  | Михаило Вукобратовић и Милан Коњевић                  | Милан Коњевић, Нина Џувер, Иван Велисављевић, Коста Пешевски и Љиљана Несторовић                                              | 11. октобар 2017.    |
| Неша и даље покушава да открије Тањин прави лик, али она му прети. Павле сумња на Николу, а Марина открива да се Тања и њен отац виђају и ван посла што доводи до свађе између ње и Радета. Никола открива да се све више и више везује за Арсу и не може себи да опрости сукоб који се десио недуго пре несреће. Тара и Софија брину о Арси након што се вратио кући, а Раде мисли да су му обе девојке. Он нуди Тари посао у свом предузећу што она са заносом прихвата. |              |                 |                                                       | |                      |
| 11 | 11           | „Епизода 1.11”  | Михаило Вукобратовић и Милан Коњевић                  | Милан Коњевић, Нина Џувер, Иван Велисављевић, Коста Пешевски и Љиљана Несторовић                                              | 12. октобар 2017.    |
| Никола и Кристина су се пољубили први пут у животу што изазива различита осећања у њима. Павле луди због Тањиног односа са Радетом што га чини додатно неопрезним. Тања и даље избегава присност са Радетом што овај господски подноси. Сукоб између ње и Неше се заоштрава па је Марина принуђена да реагује. У предузећу се и даље трага за правом формулом за храну за псе и испоставља се да је најбоља храна она коју припрема Никола. Кристина и Никола морају да објасне своје односе, али Крис жели разговор очи у очи са Марином који ће се завршити потпуно неочекивано. |              |                 |                                                       | |                      |
| 12 | 12           | „Епизода 1.12”  | Михаило Вукобратовић и Милан Коњевић                  | Милан Коњевић, Нина Џувер, Иван Велисављевић, Коста Пешевски и Љиљана Несторовић                                              | 16. октобар 2017.    |
| Маирна је приведена у полицију и открива да се није тако добро забављала још од матуре. Тања одбија присност са Радетом и наставља да га уплиће у сплетку коју спрема Неши. Арса има велике невоље са Кизом који је љубоморан на његов однос са Софијом. Никола Арси открива рецепт хране који је одушевио псе и тајни састојак који у њега иде. Павле је љубоморан и осећа се скрајнуто на раду који је требало да му донесе углед код таста. |              |                 |                                                       | |                      |
| 13 | 13           | „Епизода 1.13”  | Михаило Вукобратовић и Милан Коњевић                  | Милан Коњевић, Нина Џувер, Иван Велисављевић, Коста Пешевски, Љиљана Несторовић и Сандра Силађев                              | 17. октобар 2017.    |
| Кристина се спрема на далек пут како би побегла од осећања према Николи. Павле је бесан на Марину и то му је изговор да оде од куће и проведе ноћ са Тањом. Вања помаже Неши да истражи све људе који су били на матури. Неша има велико предаваље о преуређењу предузећа, али му Тања поставља замку из које не може да се извуче. Павле је растрзан између наклоности према другу и Тање према којој осећа страст. Отворен разговор о родитељима са Софијом тера Арсу да промени мишљење од ДНК анализи. |              |                 |                                                       | |                      |
| 14 | 14           | „Епизода 1.14”  | Михаило Вукобратовић и Милан Коњевић                  | Милан Коњевић, Нина Џувер, Иван Велисављевић, Коста Пешевски и Љиљана Несторовић                                              | 18. октобар 2017.    |
| Данин долазак у Радетово предузеће разоткрива Тању пред Павлом. Арса је све више збуњен збрком која влада међу одраслима и то се одражава на његово понашање. Тања вара Радета и почиње да ради на томе да Неша буде отпуштен. Слоба и Никола су смислили план како да задрже Кристину у земљи, али он пропада. Вања хипнотише Нешу и он успева да се сети одакле познаје Тању, али оклева да то саопшти било коме. Па ипак, он саветује Павле да буде опрезан са њом и да не ризикује породицу због прељубе. Арса даје крв на анализу, а Никола чини све што је могуће да Кристина не оде, што се не допада Марини. Арса коначно Софији показује своја права осећања. |              |                 |                                                       | |                      |
| 15 | 15           | „Епизода 1.15”  | Михаило Вукобратовић и Милан Коњевић                  | Милан Коњевић, Нина Џувер, Иван Велисављевић, Коста Пешевски и Љиљана Несторовић                                              | 19. октобар 2017.    |
| Марина је љута на Николу и свесна да јој Арса измиче јер одраста. Арса наилази на неочекивано разумевање код Џерија и поверава му шта га мучи. Арса прети да ће све да призна Павле јер не жели да лаже, што Марину додатно избезумљује. Илија и Дана се стално свађају око новца, али постаје јасно да Дана неће још дуго моћи да крије своју зависност од коцке. Небојша се докопао Тањиног телефона, али она одмах реагује и оптужује га за покушај силовања што води право у његов отказ. |              |                 |                                                       | |                      |
| 16 | 16           | „Епизода 1.16”  | Михаило Вукобратовић и Милан Коњевић                  | Милан Коњевић, Нина Џувер, Иван Велисављевић, Коста Пешевски, Љиљана Несторовић и Сандра Силађев                              | 23. октобар 2017.    |
| Тањи најзад полази за руком да намести отказ Неши - она га оптужује за покушај силовања. Нешино признање пред Павлом не наилази на добро реаговање за разлику од Марине која је пуна разумевања. Вања и даље не слути прави Тањин лик, а Арса и Софија улазе у све дубљи и осећајнији однос који се никако не допада њеном дечку Кизи. Илија је љубоморан јер мисли да Дана има љубавника. Вања за свој рођендан окупља старе другове из гимназије. |              |                 |                                                       | |                      |
| 17 | 17           | „Епизода 1.17”  | Михаило Вукобратовић и Милан Коњевић                  | Милан Коњевић, Нина Џувер, Иван Велисављевић, Коста Пешевски и Љиљана Несторовић                                              | 24. октобар 2017.    |
| На прослави Вањиног рођендана, друштво је већ пијано и много тога прети да ће да изађе на видело, па чак и Тањин прави лик. Неша је пијан и одлучује да се отвори пред свима. Исто вече, Арса на журци је са друштвом из школе где се Киза труди да му набаци Јелену. Илија је схватио да мора да се потруди око Дане и вече се завршава у најбољем стилу. Марина је забринута за Нешу. |              |                 |                                                       | |                      |
| 18 | 18           | „Епизода 1.18”  | Михаило Вукобратовић и Милан Коњевић                  | Милан Коњевић, Нина Џувер, Иван Велисављевић, Коста Пешевски и Љиљана Несторовић                                              | 25. октобар 2017.    |
| Марина и Никола помажу Неши да савлада непријатност због отварања. Киза приморава Васкета да му цинкари Арсу. Раде тражи од запослених да наставе рад на кампањи коју је започео Неша, али мора да потражи помоћ и од Марине која рад у предузећу жели да искористи као прилику да мотри на Тању. Љубоморни Киза прети Софији да ће његов отац да отпусти њену мајку са посла. |              |                 |                                                       | |                      |
| 19 | 19           | „Епизода 1.19”  | Михаило Вукобратовић и Милан Коњевић                  | Милан Коњевић, Нина Џувер, Иван Велисављевић, Коста Пешевски, Љиљана Несторовић и Сандра Силађев                              | 26. октобар 2017.    |
| Манекенка изабрана за нову рекламу узбуркава духове у предузећу. Данине тешкоће са друговима се нагомилавају и утеривач дугова јој долази на врата. Кристина је љубоморна и бесна на Николу због његовог односа са Марином па одлучује да се забави. Арса признаје Џерију да никад није спавао са девојком и одлучује да пита Николу за савет. Исте ноћи, Павле се осећа позваним да поразговара са Арсом, али га овај грубо одбија. На вратима се појављује неочекивана гошћа која има намеру да у дело спроведе Арсино сазревање. |              |                 |                                                       | |                      |
| 20 | 20           | „Епизода 1.20”  | Михаило Вукобратовић и Милан Коњевић                  | Милан Коњевић, Нина Џувер, Иван Велисављевић, Коста Пешевски и Љиљана Несторовић                                              | 30. октобар 2017.    |
| У предузећу је живо, снима се реклама са Драганом због које су се скупили сви мушкарци, али узалуд како се испоставља. Дана преваром узима новац који јој је потребан и враћа га злочинцима. Драгана и Марина први пут разговарају о догађајим са матурске вечери. Данини лажни еври праве расуло кад Цеца покуша да их замени. Арса коначно полаже свој „испит зрелости” пре матуре. |              |                 |                                                       | |                      |
| 21 | 21           | „Епизода 1.21”  | Михаило Вукобратовић и Милан Коњевић                  | Милан Коњевић, Нина Џувер, Иван Велисављевић, Коста Пешевски и Љиљана Несторовић                                              | 31. октобар 2017.    |
| Манекенка Драгана своје чари посипа на све мушкарце у околини не слутећи да је била извор свађе између Марине и Павла током матурске вечери. Своје је опробала и на Марини, али је потпуно неочекивано завршила у кревету са Арсенијем. Дана одлази код Радета у покушају да дође до новца који дугује зеленашу, али тешко се суздржава да дање не срља у нове дугове. Радету је позлило после вечере са Тањом, али то крије од Марине. |              |                 |                                                       | |                      |
| 22 | 22           | „Епизода 1.22”  | Михаило Вукобратовић и Милан Коњевић                  | Милан Коњевић, Нина Џувер, Иван Велисављевић, Коста Пешевски и Љиљана Несторовић                                              | 1. новембар 2017.    |
| Павле сасвим случајно одговара на позив из клинике за утврђивање очинства и постаје сумњичав. Марина је очајна због Арсине одлуке да оде са Драганом у Рим па се обраћа Николи за помоћ. Раде одлучује да запроси Тању и то саопштава Јоци. Налаз ДНК анализе је стигао, али је коверат отишао у погрешне руке. |              |                 |                                                       | |                      |
| 23 | 23           | „Епизода 1.23”  | Михаило Вукобратовић и Милан Коњевић                  | Милан Коњевић, Нина Џувер, Иван Велисављевић, Коста Пешевски и Љиљана Несторовић                                              | 2. новембар 2017.    |
| Дана одлази код Кристина по одговоре које не добиа, али открива свој дар за савете слушаоцима. Драгана се појављује у Арсиној школи што му диже омиљеност код другова. |              |                 |                                                       | |                      |
| 24 | 24           | „Епизода 1.24”  | Михаило Вукобратовић и Милан Коњевић                  | Милан Коњевић, Нина Џувер, Иван Велисављевић, Коста Пешевски и Љиљана Несторовић                                              | 6. новембар 2017.    |
| Марина говори Арси о налазима ДНК анализе. Ипак, он је толико заљубљен у Драгану да га не занима ни једна друга могућност сем да буде са њом. Кристина кокетира да би направила Николу љубоморним, али он је презаокупљен Арсом и његовим љубавним јадима што исходи томе да буде приведен у полицију. Раде тражи савет од Вање о томе како да запроси Тању и унајмљује је да ради за њега. Марина тражи начин да каже Павлу за налазе ДНК анализе, али је свесна и да Тања игра игру и са Павлом и са њеним оцем. |              |                 |                                                       | |                      |
| 25 | 25           | „Епизода 1.25”  | Михаило Вукобратовић и Милан Коњевић                  | Милан Коњевић, Нина Џувер, Иван Велисављевић, Коста Пешевски и Љиљана Несторовић                                              | 7. новембар 2017.    |
| Дана је спала на ниске гране јер краде од рођене ћерке. Она коначно признаје да је зависна од коцке. Јоца и Тања се сукобљавају због Таре. Софија је растрзана између раскида са Кизом и помоћи мајци да спаси свој посао. Раде покушава да наговори Николу да ради за њега па му нуди посао саветника због чега је Павле љубоморан. |              |                 |                                                       | |                      |
| 26 | 26           | „Епизода 1.26”  | Михаило Вукобратовић и Милан Коњевић                  | Милан Коњевић, Нина Џувер, Иван Велисављевић, Коста Пешевски, Љиљана Несторовић и Сандра Силађев                              | 8. новембар 2017.    |
| Марину и Николу у парку напада Таса, али они успевају да побегну. Таса је касније звао Крис на радио и претио њој и Слоби. Киза се обраћа Арси за савет јер је Софија раскинула с' њим. Павле је спавао са Тањом. Јоца одлучује да истражи њихов „однос”. Тара је побеснела на мајку због плате. |              |                 |                                                       | |                      |
| 27 | 27           | „Епизода 1.27”  | Михаило Вукобратовић и Милан Коњевић                  | Милан Коњевић, Нина Џувер, Иван Велисављевић, Коста Пешевски и Љиљана Несторовић                                              | 9. новембар 2017.    |
| Раде прави пријем у предузећу због „Ћевапа за псе”, али тада настаје спор - Арса му говори да је рецепт у ствари Николин па Раде шаље Павле код Никола да потпишу уговор којим им даје рецепт, али Никола одбија, али касније долази у предузеће где му Раде нуди посао саветника због чега је Павле љубоморан. Арса открива Тари да јој је братанац, а Софија зове Арсу и говори му да се помирила са Кизом. У међувремену, Јоца отворено прети Тањи. |              |                 |                                                       | |                      |
| 28 | 28           | „Епизода 1.28”  | Михаило Вукобратовић и Милан Коњевић                  | Милан Коњевић, Нина Џувер, Иван Велисављевић, Коста Пешевски и Љиљана Несторовић                                              | 13. новембар 2017.   |
| Таса долази код Крис на радио и почиње да је малтретира па она шаље тајну поруку у облику песме коју је посветила Николи и Слоби - „Помагајте другови”. Слоба је одмах схватио и узбунио Николу да оде код Крис. Арсу је Никола посаветовао како да спаси Софију од Кизе па је отишао у кафић да се нађе са њом и Кизом и повео је Тару са собом. Марина мисли да је Павле вара па покреће истрагу са Вањом и открива да је у праву. Јоца говори Марини да њен отац хоће да се ожени Тањом па касније притиска Тању још јаче. Раде долази код Николиних родитеља Дане и Илије и обавештава их да нуди посао Николи. |              |                 |                                                       | |                      |
| 29 | 29           | „Епизода 1.29”  | Михаило Вукобратовић и Милан Коњевић                  | Милан Коњевић, Нина Џувер, Иван Велисављевић, Коста Пешевски и Љиљана Несторовић                                              | 14. новембар 2017.   |
| Никола улеће у стан код Крис и спашава је од Тасе. Марина је натерала Павла да призна шта је урадио и након што је признао, она га избацује из куће. Након разговора са Николом о Павловој прељуби, Марина му је рекла да хоће развод од Павла. Раде је срео Николу у парку са Марином и још једном му понудио посао. Тања је дала Павлу ултиматум и јако свирепо му запретила. |              |                 |                                                       | |                      |
| 30 | 30           | „Епизода 1.30”  | Михаило Вукобратовић и Милан Коњевић                  | Милан Коњевић, Нина Џувер, Иван Велисављевић, Коста Пешевски и Љиљана Несторовић                                              | 15. новембар 2017.   |
| Софија је побегла од куће, а Арса ју је сакрио у својој соби што је створило мали неспоразум кад ју је Марина открила како се крије иза врата у купатилу и помислила да је Павле спавао и са њом, али је Арса објаснио све. У школи, Софијина мама Гога је разговарала са Арсом о њој, а он јој је рекао да не зна где је, а онда је Никола дошао па га је Арса представио као свог оца што је Гогу касније збунило кад јој је Павле отворио и представио се као Арсин отац. Раде је запросио Тању, а Јоца је узбунио Марину због тога. |              |                 |                                                       | |                      |
| 31 | 31           | „Епизода 1.31”  | Михаило Вукобратовић и Милан Коњевић                  | Милан Коњевић, Нина Џувер, Иван Велисављевић, Коста Пешевски и Љиљана Несторовић                                              | 16. новембар 2017.   |
| Раде и Марина су дошли код Тање да поразговарају, а Павле је полу го једва имао времена да се обуче и сакрије. Гога је поразговарала са Софијом, Арсом, Марином и Вањом и софија се вратила у школу. Током шетања пса, Марина је видела како се Никола љуби са Гогом. |              |                 |                                                       | |                      |
| 32 | 32           | „Епизода 1.32”  | Михаило Вукобратовић и Милан Коњевић                  | Милан Коњевић, Нина Џувер, Иван Велисављевић, Коста Пешевски и Љиљана Несторовић                                              | 20. новембар 2017.   |
| Вања и Марина су поразговарале о Николином љубљењу са Гогом и Вања износи чињеницу да је Никола можда и Софијин рођени отац. Раде је још једном разговарао са Николом о својој понуди. Дана и Илија деле ствари у стану и спремају се за развод. Арса се потукао са Кизом у школи због Софије, али је имао среће јер је Џери био са њим. |              |                 |                                                       | |                      |
| 33 | 33           | „Епизода 1.33”  | Михаило Вукобратовић и Милан Коњевић                  | Милан Коњевић, Нина Џувер, Иван Велисављевић, Коста Пешевски и Љиљана Несторовић                                              | 21. новембар 2017.   |
| Софија и Арса су побегли од куће, а Марина, Павле, Никола и Гога их траже. Никола моли Крис да помогне па она шаље шифровану поруку преко радија и открива да су Арса и Софија код Слобе. Вања је позајмила Тањин стан због хитне сеансе, али кад је тања отишла, она је почела да њушка по стану и пронашла нешто потресно. Епизода се завршава кад је Тања заскочила Павла с' ножем његовој соби. |              |                 |                                                       | |                      |
| 34 | 34           | „Епизода 1.34”  | Михаило Вукобратовић и Милан Коњевић                  | Милан Коњевић, Нина Џувер, Иван Велисављевић, Коста Пешевски и Љиљана Несторовић                                              | 22. новембар 2017.   |
| Павле је објаснио Тањи што се Гога јавила на његов мобилни па га је Тања преклињала да јој опрости и да воде љубав у Павловом кревету, али је Павле успео да је изведе из куће. Арса говори Софији да му је рођени отац Никола. Раде је најавио да се жени Тањом па је због тога послужио уцену Павлу за доручак. Вања открива Марини шта је нашла у Тањином стану. |              |                 |                                                       | |                      |
| 35 | 35           | „Епизода 1.35”  | Михаило Вукобратовић и Милан Коњевић                  | Милан Коњевић, Нина Џувер, Иван Велисављевић, Коста Пешевски и Љиљана Несторовић                                              | 23. новембар 2017.   |
| Киза покушава да се помири са Софијом, али није успео јер је Илија дао оглас у новинама за радницу. Арса говори Николи и Марини да ће рећи Павлу истину. Павле открива Тањи да га Арса уцењује, али то му се обија о главу. Тања узима Вању за куму. |              |                 |                                                       | |                      |
| 36 | 36           | „Епизода 1.36”  | Михаило Вукобратовић и Милан Коњевић                  | Милан Коњевић, Нина Џувер, Иван Велисављевић, Коста Пешевски, Љиљана Несторовић и Сандра Силађев                              | 27. новембар 2017.   |
| Тања зове Павле на мобилни, а њен говор преко мобилног је изузетно поремећен. Марина одлучује да каже Павлу истину о Арси, али након разговора телефоном са Николом, Арса одлучује да још није време. Након пробног рада, Илија уводу Гогу у посао, али Дана покушава да је минира на све начине. |              |                 |                                                       | |                      |
| 37 | 37           | „Епизода 1.37”  | Михаило Вукобратовић и Милан Коњевић                  | Милан Коњевић, Нина Џувер, Иван Велисављевић, Коста Пешевски и Љиљана Несторовић                                              | 28. новембар 2017.   |
| Софија тражи станку од Арсе - мора да буде мало сама. Неша се вратио из Марока и, након што му је Марина рекла за свог оца и Тању, он одмах врбује Јоцу да ради за њега на тајном задатку и сазна све што може о Тањи. Павле зове свог брата Стефана да дође. Никола гостује код Крис на радију и посвећује песму Марини, али није знао да ће Гога да зове на радио и да га мува па је због тога Марина побеснела на њега. Касније, Никола долази код Марина и говори јој да зна да га још воли. |              |                 |                                                       | |                      |
| 38 | 38           | „Епизода 1.38”  | Михаило Вукобратовић и Милан Коњевић                  | Милан Коњевић, Нина Џувер, Иван Велисављевић, Коста Пешевски и Љиљана Несторовић                                              | 29. новембар 2017.   |
| Јоца лукаво тражи од Тање податке о њеној породици како би им „послао позивнице” за свадбу. Павле дочекује свог брата заступника Стефана да помогне њему и Тањи да украду предузеће Радету. Павле се изненађује кад је видео Нешу како излази из његовог купатила након туширања. Никола, Марина, Неша и Вања су отишли у кафану, али Никола и Марина одлазе одатле пијани. Дана сумња да је Илија вара. |              |                 |                                                       | |                      |
| 39 | 39           | „Епизода 1.39”  | Михаило Вукобратовић и Милан Коњевић                  | Милан Коњевић, Нина Џувер, Иван Велисављевић, Коста Пешевски, Љиљана Несторовић и Сандра Силађев                              | 30. новембар 2017.   |
| Васке обавештава Арсу да је видео Софију на кафи са Кизом. Раде обавештава Тању да Јоца жели њен пасош, али Тања даје пасош Радету и даје му ултиматум - или ће он да да отказ Јоци или ће она да га остави. Арса долази код Николе, проналази њега и Марину како спавају и одлази одатле. Дана је ухватила Илију у покушају да пољуби Гогу. Стефан се среће са Радетом у предузећу где упознаје и Тању, а Раде му да је посао у правном одељењу. |              |                 |                                                       | |                      |
| 40 | 40           | „Епизода 1.40”  | Михаило Вукобратовић и Милан Коњевић                  | Милан Коњевић, Нина Џувер, Иван Велисављевић, Коста Пешевски и Љиљана Несторовић                                              | 4. децембар 2017.    |
| Неша сазнаје од Јоца за клинику на којој је Тања била и говори то Марини и Вањи. Марина открива да је Јоца добио отказ па је разговарала са оцем о томе и пада јој на памет како да открије још нешто о Тањи. У међувремену, Марина говори Арси да је све погрешно схватио кад ју је видео са Николом, али са Арсом излази и Павле из купатила па Марина и Арса говоре Павлу да ју је Арса видео како разговара са Тањом. Гоги Дана случајно говори за унука, али успева да се извуче. Арса држи Софију на жеравици. |              |                 |                                                       | |                      |
| 41 | 41           | „Епизода 1.41”  | Михаило Вукобратовић и Милан Коњевић                  | Милан Коњевић, Нина Џувер, Иван Велисављевић, Коста Пешевски и Љиљана Несторовић                                              | 5. децембар 2017.    |
| Марина је успела да убеди Тању да врати Нешу и Јоцу на послове. Тања проба венчаницу уз Маринину и Вањину помоћ. Софија обавештава Арсу да се она и њена мајка селе у Ниш. Стефан мува упоредо Тару и Крис. |              |                 |                                                       | |                      |
| 42 | 42           | „Епизода 1.42”  | Михаило Вукобратовић и Милан Коњевић                  | Милан Коњевић, Нина Џувер, Иван Велисављевић, Коста Пешевски, Љиљана Несторовић и Сандра Силађев                              | 6. децембар 2017.    |
| Арса је преспавао код Софије. Следећег јутра, Гога зове Павла и обавештава га да Арса има ватру па Павле и Марина одлазе код ње, али је затичу како се љуби са Николом. Слоба се нашао у небраном грожђу када је упознао Крисиног заступника и схватио да тај заступник није његов породични заступник. |              |                 |                                                       | |                      |
| 43 | 43           | „Епизода 1.43”  | Михаило Вукобратовић и Милан Коњевић                  | Милан Коњевић, Нина Џувер, Иван Велисављевић, Коста Пешевски и Љиљана Несторовић                                              | 7. децембар 2017.    |
| Јоца и Неша су спремили још један „поклон” за Тању и звали су Марину и Тању да виде како ће она да реагује. Раде је случајно нашао ЦД др. Рипштајна и видео Тањино лице на њему. Никола се напио јер га је Марина видела да се љуби са Гогом па је преспавао у Арсином кревету. |              |                 |                                                       | |                      |
| 44 | 44           | „Епизода 1.44”  | Михаило Вукобратовић и Милан Коњевић                  | Милан Коњевић, Нина Џувер, Иван Велисављевић, Коста Пешевски, Љиљана Несторовић и Сандра Силађев                              | 11. децембар 2017.   |
| Након преговора са Илијом и Даном, Слоба им шаље сина једне Данилове другарице и упутио га је да се представи као Николин син. Вања обавештава Марину да је клиника на којој је радила ДНК анализу затворена и да је лекарка ухапшена па је због тога ДНК анализа можда лажна. |              |                 |                                                       | |                      |
| 45 | 45           | „Епизода 1.45”  | Михаило Вукобратовић и Милан Коњевић                  | Милан Коњевић, Нина Џувер, Иван Велисављевић, Коста Пешевски и Љиљана Несторовић                                              | 12. децембар 2017.   |
| Никола има тешкоћа са младићем кога је Слоба „убацио” као његовог сина, а онда му је Марина донела нове тешкоће кад му је јавила за ДНК анализу и за клинику. Раде успева да се помири са Тањом па се венчавају и обавештавају породицу након тога. Слобин породични заступник се појављује код Крис па је Стефан био присиљен да јој објасни ко је. |              |                 |                                                       | |                      |
| 46 | 46           | „Епизода 1.46”  | Михаило Вукобратовић и Милан Коњевић                  | Милан Коњевић, Нина Џувер, Иван Велисављевић, Коста Пешевски и Љиљана Несторовић                                              | 13. децембар 2017.   |
| Након кратког догађаја у ком је Васа открио да није Данин и Илијин унук, они схватају да их је Слоба преварио. Раде говори колегама у предузећу да је оженио Тању, а Јоца пада у несвест. |              |                 |                                                       | |                      |
| 47 | 47           | „Епизода 1.47”  | Михаило Вукобратовић и Милан Коњевић                  | Милан Коњевић, Нина Џувер, Иван Велисављевић, Коста Пешевски и Љиљана Несторовић                                              | 14. децембар 2017.   |
| Раде прави весеље и зове Николу и његову породицу, али Николу Марина моли да не долази, а он ионако није хтео да иде. Током весеља, Раде добија срчани удар и осећа да му се ближи крај па изјављује као последњу жељу да Никола и Арса преузму предузеће. |              |                 |                                                       | |                      |
| 48 | 48           | „Епизода 1.48”  | Михаило Вукобратовић и Милан Коњевић                  | Милан Коњевић, Нина Џувер, Иван Велисављевић, Коста Пешевски и Љиљана Несторовић                                              | 18. децембар 2017.   |
| Раде је одведен у болницу, али он наваљује да буде кући па га пребацују код Марина где му се стање побољшало. У међувремену, Вања најављује Марини да ће имати дете са Нешом. |              |                 |                                                       | |                      |
| 49 | 49           | „Епизода 1.49”  | Михаило Вукобратовић и Милан Коњевић                  | Милан Коњевић, Нина Џувер, Иван Велисављевић, Коста Пешевски, Љиљана Несторовић и Сандра Силађев                              | 19. децембар 2017.   |
| Тања се спрема да преузме предузеће, али не иде све како је смислила. Марину, Павле и њу Цеца обавештава да је Раде нестао, али се смирују кад га је Никола вратио код Марине. У међувремену, Неша отказује оплодњу са Вањом јер је она рекла Марини, а Марина Павлу, а Арсин и Софијин однос се затеже. |              |                 |                                                       | |                      |
| 50 | 50           | „Епизода 1.50”  | Михаило Вукобратовић и Милан Коњевић                  | Милан Коњевић, Нина Џувер, Иван Велисављевић, Коста Пешевски и Љиљана Несторовић                                              | 20. децембар 2017.   |
| Раде је идаље у кући и не може да иде нигде. Арса сумња у Софијин однос са Кизом, а Васке му помаже у „шпијунирању”. Тањин и Павлов однос долази до камена спотицања јер она хоће да се он разведе од Марине, а он хоће да се она разведе од Радета. Николин и Маринин однос почиње да се мења. |              |                 |                                                       | |                      |
| 51 | 51           | „Епизода 1.51”  | Михаило Вукобратовић и Милан Коњевић                  | Милан Коњевић, Нина Џувер, Иван Велисављевић, Коста Пешевски и Љиљана Несторовић                                              | 21. децембар 2017.   |
| Раде прима посету - Дану и Илију. Неша се састаје са бившом професорком музичког васпитања Мартом из средње школе која је предавала Павлу, њему, Марини, Николи, Вањи, Крис и Слоби. Касније, професорка Марта се састала са неким коме је помогла у прошлости. |              |                 |                                                       | |                      |
| 52 | 52           | „Епизода 1.52”  | Михаило Вукобратовић и Милан Коњевић                  | Милан Коњевић, Нина Џувер, Иван Велисављевић, Коста Пешевски и Љиљана Несторовић                                              | 25. децембар 2017.   |
| Неша је довео професорку у пензији Марту у Маринину и Павлову кућу па су он, Вања, Павле, Марина и Никола запевали песму. Раде је купио стан њему и Тањи па су се одселили тамо. Крис успева да нађе Софији посао у једном кафићу, али Арса постаје мало љубоморан кад је видео Софију како услужује два госта. |              |                 |                                                       | |                      |
| 53 | 53           | „Епизода 1.53”  | Михаило Вукобратовић и Милан Коњевић                  | Милан Коњевић, Нина Џувер, Иван Велисављевић, Коста Пешевски и Љиљана Несторовић                                              | 26. децембар 2017.   |
| Раде се вратио на посао. У школском дворишту настаје свађа између Кизе, Васкета, Арсе и Букија. Касније у школском ВЦ-у, Киза наређује Васкету да га обавештава шта се дешава између Арсе и Софије. Неша даје отказ на место у Радетовом предузећу. Тања покушава да га натера да остане, али не успева. Марина отворено говори Павлу да хоће развод. |              |                 |                                                       | |                      |
| 54 | 54           | „Епизода 1.54”  | Михаило Вукобратовић и Милан Коњевић                  | Милан Коњевић, Нина Џувер, Иван Велисављевић, Коста Пешевски и Љиљана Несторовић                                              | 27. децембар 2017.   |
| Вања предлаже Марини да оду у топлице на шта Марина пристаје, али једна мала несрећа претвара њен одлазак у потрагу за несталом особом. Стање се решило кад су се Марин и Вања вратиле из топлица. Раде одлучује да пошаље Тању да разговара са Николом и да покуша да га убеди да почне да ради у његовом предузећу. |              |                 |                                                       | |                      |
| 55 | 55           | „Епизода 1.55”  | Михаило Вукобратовић и Милан Коњевић                  | Милан Коњевић, Нина Џувер, Иван Велисављевић, Коста Пешевски и Љиљана Несторовић                                              | 28. децембар 2017.   |
| Тања долази код Николе и разговара са њим по Радетовим упутствима. Слоба пита Вању да изађу и она пристаје па Слоба почиње да мења свој живот. Тара сазнаје ко је била Стефанова друга девојка. |              |                 |                                                       | |                      |
| 56 | 56           | „Епизода 1.56”  | Михаило Вукобратовић и Милан Коњевић                  | Милан Коњевић, Нина Џувер, Иван Велисављевић, Коста Пешевски и Љиљана Несторовић                                              | 1. јануар 2018.      |
| Арса говори Радету да се запослио у Тигровом кафићу, а Раде шизи. Марта је посетила Радета па је Тања била присиљена да јој још једном плати за ћутање. Павле је суочио Марину са тиме да зна да се она састала са Николом у парку. |              |                 |                                                       | |                      |
| 57 | 57           | „Епизода 1.57”  | Михаило Вукобратовић и Милан Коњевић                  | Милан Коњевић, Нина Џувер, Иван Велисављевић, Коста Пешевски, Љиљана Несторовић и Сандра Силађев                              | 2. јануар 2018.      |
| Марта је поново посетила Радета у предузећу. Касније, она захтева новац од Тање. Тигар је открио да је Арса надарен за певање па му је наредио да нађе 25 песама и да наступи у кафићу. Марина, Никола и Арса су поново урадили ДНК анализу. |              |                 |                                                       | |                      |
| 58 | 58           | „Епизода 1.58”  | Михаило Вукобратовић и Милан Коњевић                  | Милан Коњевић, Нина Џувер, Иван Велисављевић, Коста Пешевски и Љиљана Несторовић                                              | 3. јануар 2018.      |
| Марта зове Марину и тражи да се састану на шта Марина пристаје. Арса се припрема за свој први наступ у кафићу, а вест о томе се шири по школи. Касније, Марина зове Марту да је пита што није дошла на састанак, али Мартина сестричина се јавља и говори да је Марта имала удес. |              |                 |                                                       | |                      |
| 59 | 59           | „Епизода 1.59”  | Михаило Вукобратовић и Милан Коњевић                  | Милан Коњевић, Нина Џувер, Иван Велисављевић, Коста Пешевски и Љиљана Несторовић                                              | 4. јануар 2018.      |
| Тања открива Павлу ко је сликао Николу и Марину. Касније, она подмеће црв сумње Радету о томе да Марина вара Павла. Арса је наступио у Тигровом кафићу, а Ана га је пољубила у образ и тражила му број телефона због чега је Софија била мало љубоморна. |              |                 |                                                       | |                      |
| 60 | 60           | „Епизода 1.60”  | Михаило Вукобратовић и Милан Коњевић                  | Милан Коњевић, Нина Џувер, Иван Велисављевић, Коста Пешевски и Љиљана Несторовић                                              | 8. јануар 2018.      |
| Случајно, Крис открива да је Софија звала Стефана што покреће велики низ догађаја о томе да ли Стефан мува Софију или не. Арса и Софија откривају да су се помирили па се због тога Анин и Софијин однос затеже. Крис открива Николи ко шпијунира њега и Марину, али не зна за кога та особа шпијунира. Дана долази кода Радета у предузеће са пословном понудом. |              |                 |                                                       | |                      |
| 61 | 61           | „Епизода 1.61”  | Михаило Вукобратовић и Милан Коњевић                  | Милан Коњевић, Нина Џувер, Иван Велисављевић, Коста Пешевски и Љиљана Несторовић                                              | 9. јануар 2018.      |
| Након неспоразума са Слобом, Арса је побеснео и посвађао се са Софијом јер је мислио да га вара са његовим стрицем Стефаном. Касније, Марину и Николу у Крисиним колима из заседе хвата инспектор који им говори да пођу у полицијску испоставу, али стање се завршава кад Дејан, инспектор, препозна Николу. Раде разговара са Тањом о Павлу. |              |                 |                                                       | |                      |
| 62 | 62           | „Епизода 1.62”  | Михаило Вукобратовић и Милан Коњевић                  | Милан Коњевић, Нина Џувер, Иван Велисављевић, Коста Пешевски и Љиљана Несторовић                                              | 10. јануар 2018.     |
| Илија открива прави разлог Новициног доласка у град, а Никола и Новица имају занимљив сусрет са црногорском браћом у парку и због тога је Никола изгубио Марининог пса Еву. Арса и Софија су раскинули. Марина долази у предузеће да каже Радету да се разводи од Павла, али је начула разговор између Радета и Тање и открила потресне вести. Крисин друг Дејан се сукобио са Стефаном па је Стефан ухапшен. |              |                 |                                                       | |                      |
| 63 | 63           | „Епизода 1.63”  | Михаило Вукобратовић и Милан Коњевић                  | Милан Коњевић, Нина Џувер, Иван Велисављевић, Коста Пешевски и Љиљана Несторовић                                              | 11. јануар 2018.     |
| Стефан открива Јоци да Раде жели дете са Татјаном па због тога Јоца зове клинику да пита о раду сперматозоида код старијих мушкараца. Васке говори Софији да се помири са Арсом па она одлази код њега кући, али улази у собу у тренутку кад га је Ана пољубила. Црногорска браћа су дошла код Никола да траже Новицу. |              |                 |                                                       | |                      |
| 64 | 64           | „Епизода 1.64”  | Михаило Вукобратовић и Милан Коњевић                  | Милан Коњевић, Нина Џувер, Иван Велисављевић, Коста Пешевски и Љиљана Несторовић                                              | 15. јануар 2018.     |
| Стефан захтева од Марине да убеди Радета да га врати на посао. Софија је ухватила Ану како љуби Арсу и отишла одатле под погрешним утиском да је он љубио њу. Павле се вратио кући јако болестан. У међувремену, Крис је успела да убеди црногорску браћу да пусте Новицу. |              |                 |                                                       | |                      |
| 65 | 65           | „Епизода 1.65”  | Михаило Вукобратовић и Милан Коњевић                  | Милан Коњевић, Нина Џувер, Иван Велисављевић, Коста Пешевски и Љиљана Несторовић                                              | 16. јануар 2018.     |
| Павлу је све горе - сад има и грозницу. Марина се помирила са Тањом и убедила Радета да врати Стефана на посао и да развод не утиче на Павлов положај у предузећу. Софија је рекла Васкету шта се десило код Арсе па он више неће да чује за Арсу јер му се свиђа Ана. Васке је рекао Кизи за Анино и Арсино љубљење. Касније, Арса је хтео да се помири са Софијом, али није успео. |              |                 |                                                       | |                      |
| 66 | 66           | „Епизода 1.66”  | Михаило Вукобратовић и Милан Коњевић                  | Милан Коњевић, Нина Џувер, Иван Велисављевић, Коста Пешевски и Љиљана Несторовић                                              | 17. јануар 2018.     |
| Павлу је мало боље, али је и даље у кревету јер још има ватру. Марина, Никола и Арса и даље чекају налазе нове ДНК анализа коју су урадили. Васке посећује Арсу и они се мире, а Васке му говори да није више заљубљен у Ану јер се заљубио у Цецу, кућну помоћницу Филиповићевих. Касније, Тања даје Тари кључеве предузећа како би могла да остане са Стефаном насамо. |              |                 |                                                       | |                      |
| 67 | 67           | „Епизода 1.67”  | Михаило Вукобратовић и Милан Коњевић                  | Милан Коњевић, Нина Џувер, Иван Велисављевић, Коста Пешевски, Љиљана Несторовић, и Сандра Силађев                             | 18. јануар 2018.     |
| Павле је оздравио и вратио се у предузеће. Тања је наместила да Раде ухвати Тару и Стефана у својој пословници па је Тара била присиљена да им каже да је трудна и да ће Стефан да је ожени. Илијин и Данин кумић Новица одлази. Нова ДНК анализа је готова, али долази до несреће - Никола их ја заборавио у соби, а Дана их је нашла. |              |                 |                                                       | |                      |
| 68 | 68           | „Епизода 1.68”  | Михаило Вукобратовић и Милан Коњевић                  | Милан Коњевић, Нина Џувер, Иван Велисављевић, Коста Пешевски и Љиљана Несторовић                                              | 22. јануар 2018.     |
| Стефан се помирио са Крис и рекао јој истину о свом односу са Таром. Касније, он се сукобљава са Тањом па га она шутира у јаја што је Тара видела. Арса се коначно помирио са Софијом. Киза је рекао Букију да је позвао Ану да изађу само да би учинио Софију љубоморном, али није знао да се Софија помирила са Арсом у међувремену. |              |                 |                                                       | |                      |
| 69 | 69           | „Епизода 1.69”  | Михаило Вукобратовић и Милан Коњевић                  | Милан Коњевић, Нина Џувер, Иван Велисављевић, Коста Пешевски и Љиљана Несторовић                                              | 23. јануар 2018.     |
| Стефан признаје Павлу шта му је Тања урадила па се Павле сукобљава са њом. Вања се састала са својим бившим дечком Захаријем у својој ординацији. Марина је разговарала са Вањом о томе да ли да каже Павлу за ДНК анализу. Стефан је рекао Дани и Илији да неће да се жени. |              |                 |                                                       | |                      |
| 70 | 70           | „Епизода 1.70”  | Михаило Вукобратовић и Милан Коњевић                  | Милан Коњевић, Љиљана Несторовић, Милена Деполо, Гордана Гонцић и Владислава Војновић                                         | 24. јануар 2018.     |
| Тања и Павле су се помирили и наставили своју тајну везу. Васке је отишао код Арсе и разговарао са Цецом и успео да је убеди да изађе са њим. Раде постаје сумњичав на Тању, а Јоца му је помогао да јој обије фиоку, али нису успели јер их је Тања ухватила. Због тога је она напустила Радетову кућу и вратила се у свој стан. Марина је признала Неши ко је Арсин рођени отац. |              |                 |                                                       | |                      |
| 71 | 71           | "Епизода 1.71"  | Михаило Вукобратовић и Милан Коњевић                  | Љиљана Несторовић, Милан Коњевић, Милена Деполо, Гордана Гонцић и Владислава Војновић                                         | 25. јануар 2018.     |
| Тањин и Радетов однос је све затегнутији, а Раде под Јоциним утицајем мисли да је Стефан Тањин љубавник. Арса је разговарао са Џеријем о својим породичним стварима, а Киза је прислушкивао њихов разговор. Васке је позвао Цецу и питао је да изађу на шта је она пристала. Стефан и Крис су сада у озбиљној вези. |              |                 |                                                       | |                      |
| 72 | 72           | "Епизода 1.72"  | Михаило Вукобратовић и Милан Коњевић                  | Љиљана Несторовић, Милан Коњевић, Милена Деполо, Гордана Гонцић и Владислава Војновић                                         | 29. јануар 2018.     |
| Након Кизиног прислушкивања Арсиног и Џеријевог разговора, Киза је изазвао Арсу због чега су се њих двојица потукли па је Арса избачен из школе. Илија је начуо Николину и Тарину свађу и открио да му је Арса унук, Вања је спавала са Захаријем у својој ординацији, а Стефан је минирао Тањин пут у Нови Сад пославши Радета да се нађе са њом уместо Павла. Крис, Никола и Слоба су гледали стари филм који су снимили кад су положили једну своју заклетву пре 20-ак година. |              |                 |                                                       | |                      |
| 73 | 73           | "Епизода 1.73"  | Михаило Вукобратовић и Милан Коњевић                  | Љиљана Несторовић, Милан Коњевић, Милена Деполо, Гордана Гонцић и Владислава Војновић                                         | 30. јануар 2018.     |
| Раде жели Стефаново мишљење о томе да ли је Тања искрена према њему. Потешкоћа са Арсом ће можда бити решена јер Тања предлаже да му једна њена другарица предаје привреду. Арса и Илија су први пут разговарали као унук и деда. Дана је начула део Илијиног разговора са Арсом па је помислила да Илија има љубавницу. |              |                 |                                                       | |                      |
| 74 | 74           | "Епизода 1.74"  | Михаило Вукобратовић и Милан Коњевић                  | Љиљана Несторовић, Милан Коњевић, Милена Деполо, Гордана Гонцић Владислава Војновић и Сандра Силађев                          | 31. јануар 2018.     |
| Тања и Раде су нашли Арси професорку привреде - Тањину другарицу Викторију. Кад су Викторија и Арса завршили свој први час, Цеца је осетила да се нешто дешава између њих. Јоца даје неопозиву оставку у Радетовом предузећу. Данило и Слоба су разговарали о Крисиној вези са Стефаном и обојица имају различито мишљење. Захарије је захвалио Вањи што је добра жена и обећао јој је да јој се неће враћати у живот. |              |                 |                                                       | |                      |
| 75 | 75           | "Епизода 1.75"  | Михаило Вукобратовић и Милан Коњевић                  | Љиљана Несторовић, Милан Коњевић, Милена Деполо, Гордана Гонцић и Владислава Војновић                                         | 1. фебруар 2018.     |
| Стефан је успео да убеди Јоцу да се врати у предузеће. Арса говори Николи да хоће да иде у Сан Франциско да студира, а Никола му говори да не одлази из погрешних разлога. Марина је схватила да је Никола био ту за њу кад год јој је требала помоћ па је отишла код Никола где јој је Илија рекао да зна истину о Арси. |              |                 |                                                       | |                      |
| 76 | 76           | "Епизода 1.76"  | Михаило Вукобратовић и Милан Коњевић                  | Љиљана Несторовић, Милан Коњевић, Милена Деполо, Гордана Гонцић и Владислава Војновић                                         | 2. фебруар 2018.     |
| Раде предлаже да он и Тања оду на вечеру са Стефаном и његовом девојком за коју не зна да је Крис. Арса разговара са Николом и Илијом о свом путу у САД. Након што су јој Вања и Неша рекли да ће имати дете, Марина одлучно одлучује да каже Павлу да није Арсин отац, али она није знала да је Павле нашао налазе ДНК анализе из клинике. |              |                 |                                                       | |                      |
| 77 | 77           | "Епизода 1.77"  | Михаило Вукобратовић и Милан Коњевић                  | Љиљана Несторовић, Милан Коњевић, Милена Деполо, Гордана Гонцић и Владислава Војновић                                         | 5. фебруар 2018.     |
| Након проналаска ДНК анализе, Павлу се цео свет срушио. Стефан је покушао да га смири одласком са њим у кафић, али Павле нестаје док је Стефан разговарао са Крис мобилним. Софија долази код Арсе да поразговара са њим, али Арса није желео да разговара са њом. Јован је чуо да је Тања поклонила своја кола Тари. |              |                 |                                                       | |                      |
| 78 | 78           | "Епизода 1.78"  | Михаило Вукобратовић и Милан Коњевић                  | Љиљана Несторовић, Милан Коњевић, Милена Деполо, Гордана Гонцић и Владислава Војновић                                         | 6. фебруар 2018.     |
| Софија је покушала да разговара са Арсом, али је отишла од њега кад је Викторија дошла. Стефан је успео да убеди Павла да се понаша као да се ништа није десило и да чека да му Марина каже за Арсу сама. Јован је рекао Радету за Тањин поклон Тари. Дана се вратила са потпуно новим изгледом који нико не може да прихвати. |              |                 |                                                       | |                      |
| 79 | 79           | "Епизода 1.79"  | Михаило Вукобратовић и Милан Коњевић                  | Љиљана Несторовић, Милан Коњевић, Милена Деполо, Гордана Гонцић и Владислава Војновић                                         | 7. фебруар 2018.     |
| Васке долази код Арсе да да Цеци поклон и види тамо Арсину професорку Викторију и препознаје је као стриптизету из клуба у ком ради. Дана мисли да је Марина Николина девојка. |              |                 |                                                       | |                      |
| 80 | 80           | "Епизода 1.80"  | Михаило Вукобратовић и Милан Коњевић                  | Љиљана Несторовић, Милан Коњевић, Милена Деполо, Гордана Гонцић и Владислава Војновић                                         | 8. фебруар 2018.     |
| Дана и Илија су дошли код Радета у предузеће да поразговарају о Тањином поклону Тари и док су били тамо, Тања је направила мали испад пред њима. У међувремену, Павлово понашање је све чудније и чудније - хтео је да прегази Николу, али је у последњем тренутку скренуо. Васке и Џери су изнели своје сумње о Викторијиној правој природи. |              |                 |                                                       | |                      |
| 81 | 81           | "Епизода 1.81"  | Михаило Вукобратовић и Милан Коњевић                  | Љиљана Несторовић, Милан Коњевић, Милена Деполо, Гордана Гонцић и Владислава Војновић                                         | 9. фебруар 2018.     |
| Марину брине Павлово понашање па разговара са Вањом и Нешом о томе. Такође, Вања је ухватила Нешу и др. Филипа Стаматовића, њиховог лекара за прављење деце, у кафићу. Никола и Слоба су раскринкали Викторију, а Раде је имао мању незгоду у Илијиној радњи. Касније, Раде шаље Стефана да се зближи са Викторијом и сазна да ли је она стварно професорка. Кад је видела Викторију и Стефана како одлазе из предузећа, Тара је погрешно разумела њихов одлазак и рекла Крис преко телефона да су отишли на састанак. Крис их је ухватила у кафићу. |              |                 |                                                       | |                      |
| 82 | 82           | "Епизода 1.82"  | Михаило Вукобратовић и Милан Коњевић                  | Љиљана Несторовић, Милан Коњевић, Милена Деполо, Гордана Гонцић и Владислава Војновић                                         | 12. фебруар 2018.    |
| Након Николине и Павлове свађе у предузећу, Марина коначно успева да каже Павлу да није Арсин отац. Павлу је срце сломљено. Неша је предложио Вањи да им нађе новог лекара, али Вања се предомислила и одлучила да дозволи Неши да се забавља са др. Филипом и да др. Филип настави да буде њихов лекар. |              |                 |                                                       | |                      |
| 83 | 83           | "Епизода 1.83"  | Михаило Вукобратовић и Милан Коњевић                  | Љиљана Несторовић, Милан Коњевић, Милена Деполо, Гордана Гонцић и Владислава Војновић                                         | 13. фебруар 2018.    |
| Стефан и даље упућује Павла како да се понаша према Марини, а касније открива ко је рекао Крис за његов састанак са Викторијом у кафићу. Викторија признаје Арси чиме се стварно бави, а он јој је рекао да је већ знао за то. Павле је тражио Радету неколико слободних дана и упркос Тањином мишљењу, Раде му их је дао. |              |                 |                                                       | |                      |
| 84 | 84           | "Епизода 1.84"  | Михаило Вукобратовић и Милан Коњевић                  | Љиљана Несторовић, Милан Коњевић, Милена Деполо, Гордана Гонцић Владислава Војновић и Сандра Силађев                          | 14. фебруар 2018.    |
| Арса се састао са Софијом и Џеријем у школи, а она му је објаснила да је успела да објасни наставничком већу да је за тучу Киза крив па су они замолили Арсу да се врати у школу. Стефан се поново састао са Викторијом и разговарао са њом о Тањиној прошлости. Никола се сломио након што му је Марина рекла да не постоје "они" у њеном животу. |              |                 |                                                       | |                      |
| 85 | 85           | "Епизода 1.85"  | Михаило Вукобратовић и Милан Коњевић                  | Љиљана Несторовић, Милан Коњевић, Милена Деполо, Гордана Гонцић и Владислава Војновић                                         | 15. фебруар 2018.    |
| Арса се званично вратио у школу, али Васке има потешкоћу - избациће га из школе због великог броја изостанака. Десио се мали догађај у школи - Павле и Никола су се споречкали, али је Арса успео да их раздвоји. Филип је објаснио Неши зашто не може да живи са њим и ко је његова ћерка. |              |                 |                                                       | |                      |
| 86 | 86           | "Епизода 1.86"  | Михаило Вукобратовић и Милан Коњевић                  | Љиљана Несторовић, Милан Коњевић, Милена Деполо, Гордана Гонцић и Владислава Војновић                                         | 16. фебруар 2018.    |
| Павле, Марина и Арса су сели са Николом да поразговарају о стању са Арсом и, после неких сукоба између Павла и Николе, су се сложили да крију истину о томе ко је Арсин отац од породица док не пронађу решење. Комшија Жика је дошао код Илије и Дане и упознао Тару. Њему се свиђа Тара, али он Тари не, а Дана проводаџише. Арса одлучује да живи са Николом. |              |                 |                                                       | |                      |
| 87 | 87           | "Епизода 1.87"  | Михаило Вукобратовић и Милан Коњевић                  | Љиљана Несторовић, Милан Коњевић, Милена Деполо, Гордана Гонцић и Владислава Војновић                                         | 19. фебруар 2018.    |
| Кад је Арса одлучио да настави да живи код Исидоровића, бесни Павле долази у стан Исидоровића. Док је водила емисију, Крис је примила позив од Стефана у ком он најављује своју посету. Илија и Дана чекају епилог Павлове посете. |              |                 |                                                       | |                      |
| 88 | 88           | "Епизода 1.88"  | Михаило Вукобратовић и Милан Коњевић                  | Љиљана Несторовић, Милан Коњевић, Милена Деполо, Гордана Гонцић и Владислава Војновић                                         | 20. фебруар 2018.    |
| Павле жели дете са Марином. Вања разговара са Николом о Марини. Жика помаже дани да оснује видео дневник. Крис није знала како да се отараси Стефана па је замолила Данила да јој изиграва дечка, бродовласника из Аустралије Симона. Тања проводи поподне у сексу са Павлом, а лагала је Радета да је отишла код физиотерапеута. Раде је побеснео на Тању кад је схватио да није отишла код физиотерапеута. Тара је имала удес у ком је слупала кола. Жика је обећао да ће да хакује интернет страницу осигуравајућег друштва да би изгледало као да су Тарина кола осигурана. |              |                 |                                                       | |                      |
| 89 | 89           | "Епизода 1.89"  | Михаило Вукобратовић и Милан Коњевић                  | Љиљана Несторовић, Милан Коњевић, Милена Деполо, Гордана Гонцић и Владислава Војновић                                         | 21. фебруар 2018.    |
| Стефан је покушао да се помири са Крис, али она то није хтела па га је ударила у главу гитаром. Раде и Тања су вечерали са Марином и Павлом, а Павле је објаснио своје планове за будућност. Изгледа да је Цеца раскинула са Васкетом. |              |                 |                                                       | |                      |
| 90 | 90           | "Епизода 1.90"  | Михаило Вукобратовић и Милан Коњевић                  | Љиљана Несторовић, Милан Коњевић, Милена Деполо, Гордана Гонцић и Владислава Војновић                                         | 22. фебруар 2018.    |
| На вечери код Филиповића, Марина признаје Радету да не жели друго дете са Павлом, а Раде њој признаје да сумња да га Татјана вара и то са неким са посла. Татјана је љубоморна и говори Павлу да ће, ако направи дете Марини, морати да направи дете и њој. Због Татјане избија свађа између Стефана и Павла. Арсеније се излануо кад је назвао Илију "деда" пред Даном па су јој Никола и Арсеније рекли истину. Марина оптужује Стефана да је Тањин љубавник. |              |                 |                                                       | |                      |
| 91 | 91           | "Епизода 1.91"  | Михаило Вукобратовић и Милан Коњевић                  | Љиљана Несторовић, Милан Коњевић, Милена Деполо, Гордана Гонцић и Владислава Војновић                                         | 23. фебруар 2018.    |
| У Радетовом предузећу пада састав, а стање, наравно, спашава Жика који у име захвалности добија одличну пословну понуду. Небојша је тужан јер његов драги одлази у Лондон, али га изненађује Филипова молба да брине о Ани. Никола и Илија су дошли по Дану, али нико не зна да ће се избезумљени Павле појавити у стану. Стефан нуди Татјани непристојну понуду, а она прихвата без разговора. |              |                 |                                                       | |                      |
| 92 | 92           | "Епизода 1.92"  | Михаило Вукобратовић и Милан Коњевић                  | Љиљана Несторовић, Милан Коњевић, Милена Деполо, Гордана Гонцић и Владислава Војновић                                         | 26. фебруар 2018.    |
| Марина пита Крис са којом ју је Стефан варао. Никола и Слоба су отишли у неке дискотеке. Десио се мањи догађај кад је Марина рекла Радету да Арса иде код бабе и деде на вечеру. |              |                 |                                                       | |                      |
| 93 | 93           | "Епизода 1.93"  | Михаило Вукобратовић и Милан Коњевић                  | Љиљана Несторовић, Милан Коњевић, Милена Деполо, Гордана Гонцић и Владислава Војновић                                         | 27. фебруар 2018.    |
| Под изговором да је видео крупну жену на улици која га је подсетила на девојку са којом је ишао у школу, Стефан добија податак који је тражио - она се зове Анастасија Бенчић. Кристина признаје Николи и Слоби да је разговарала са Марином и рекла јој да су Никола и Слоба отишли у штету. Стефан одлази код Тање у пословницу и даје јој на знање да је ухваћена. На вечери код Исидоровића, Арса долази, али са изненађењем. |              |                 |                                                       | |                      |
| 94 | 94           | "Епизода 1.94"  | Михаило Вукобратовић и Милан Коњевић                  | Љиљана Несторовић, Милан Коњевић, Милена Деполо, Гордана Гонцић и Владислава Војновић                                         | 28. фебруар 2018.    |
| Павле спрема изненађење у облику путовања, али Марини се не иде јер схвата да је Павле притиска преко сваке границе. Поново је растројена, али и даље не одустаје од спашавања њиховог брака. Тања прави испад Павлу због његовог пута у Венецију. Раде испитује Вању о Тањи, а Николи је јако лоше кад је примио вест о Маринином путу са Павлом. Стефан отворено суочава Тању са подсећањем на Анастасију што је тера да покаже пуну снагу нападности. |              |                 |                                                       | |                      |
| 95 | 95           | "Епизода 1.95"  | Михаило Вукобратовић и Милан Коњевић                  | Љиљана Несторовић, Милан Коњевић, Милена Деполо, Гордана Гонцић и Владислава Војновић                                         | 1. март 2018.        |
| Жика се набацује Тари, а савезница му је Дана. Тањи није добро и жели да буде сама што Радету тешко пада. Еви није добро па Никола долази да помогне. Павле свирепо и бесно напада Вању оптужујући је да му уништава брак. У ветеринарској ординацији, Никола среће Сандру са којом је имао пустоловину као средњошколац. Васке долази код Цеце у прави час. |              |                 |                                                       | |                      |
| 96 | 96           | "Епизода 1.96"  | Михаило Вукобратовић и Милан Коњевић                  | Љиљана Несторовић, Милан Коњевић, Милена Деполо, Гордана Гонцић и Владислава Војновић                                         | 2. март 2018.        |
| Ева је успешно оперисана, али Сандра буди различита осећања код својих другова из школе. Неша одаје Вањи тајну која повезује њега и Сандру па се она и Марина осећају нелагодно и мало љубоморно. Жика тражи савет од Дане како да приђе Тари што она са радошћу дочекује. Тања није спремна да подели радосне вести са Радетом, али и Павле види живчаницу будућности. Он почиње да прати Тањина реаговања и планове јер схвата да он не преза ни од чега. |              |                 |                                                       | |                      |
| 97 | 97           | "Епизода 1.97"  | Михаило Вукобратовић и Милан Коњевић                  | Љиљана Несторовић, Милан Коњевић, Милена Деполо, Гордана Гонцић и Владислава Војновић                                         | 5. март 2018.        |
| Тања се не боји да подметне Павлово дете Радету, али Раде не осећа ништа. Ана долази код Арсе где је Софија види и постаје љубоморна на новонасталу блискост Арсе и Ане. Марини нагон говори да нешто са Тањином трудноћом није у реду. |              |                 |                                                       | |                      |
| 98 | 98           | "Епизода 1.98"  | Михаило Вукобратовић и Милан Коњевић                  | Љиљана Несторовић, Милан Коњевић, Милена Деполо, Гордана Гонцић и Владислава Војновић                                         | 6. март 2018.        |
| Сандра долази у посету код Николе где је знатижељни Илија и Дана дочекују. Она жели да пробуди лепа сећања на младост и хемију између Николе и ње. Слоба затиче Стефана код Крис и напада га. Дана схвата да мора да разговара са Марином. Раде и Тања се свађају око њеног начина живота који Раде не одобрава јер мисли да не брине о детету које носи. Никола упознаје Јанка, Сандриног бившег пословног и осећајног ортака, са којим има нерашчишћене односе. |              |                 |                                                       | |                      |
| 99 | 99           | "Епизода 1.99"  | Михаило Вукобратовић и Милан Коњевић                  | Љиљана Несторовић, Милан Коњевић, Милена Деполо, Гордана Гонцић и Владислава Војновић                                         | 7. март 2018.        |
| Арса отворено суочава Павла са питањем очинства док Маринина љубомора на Сандру расте. Након ноћи коју су поново провели заједно, Кристина и Стефан су нераздвојни, а он јој признаје да се заљубио у њу. |              |                 |                                                       | |                      |
| 100 | 100          | "Епизода 1.100" | Михаило Вукобратовић и Милан Коњевић                  | Љиљана Несторовић, Милан Коњевић, Милена Деполо, Гордана Гонцић и Владислава Војновић                                         | 8. март 2018.        |
| Раде добија писмо ода Тање. То га избезумљује јер се плаши да је не изгуби. Уместо са Нешом, Вања на премијеру одлази са Марином, а Павле им се пријављује у последњи час. На Николиним вратима са појављује неочекивани посетилац који му износи веома занимљиве податке о Сандри. Усред ноћи, Марини у кућу долази потпуно избезумљени Раде који не зна шта да ради са својом женом. Вест да се Никола жени потреса Марину. Арса смишља опаки план - зна како да раскринка Тању и Павла и зато са Аном одлази код Стефана. |              |                 |                                                       | |                      |
| 101 | 101          | "Епизода 1.101" | Михаило Вукобратовић и Милан Коњевић                  | Љиљана Несторовић, Милан Коњевић, Милена Деполо, Гордана Гонцић и Владислава Војновић                                         | 9. март 2018.        |
| Арса, Слоба и Ана саопштавају Крис да су у стану код Стефана затекли Тању. Никола долази са Сандром кода Радета како би се договорили око покровитељства. Марина се противи брзоплетој одлуци свог оца, али не из пословних него из личних разлога. Кад је угледала Ану и Арсу како се љубе, Софија је потпуно полудела. |              |                 |                                                       | |                      |
| 102 | 102          | "Епизода 1.102" | Михаило Вукобратовић и Милан Коњевић                  | Љиљана Несторовић, Милан Коњевић, Милена Деполо, Гордана Гонцић и Владислава Војновић                                         | 12. март 2018.       |
| На најпрепреденији могући начин Тања поново уцењује Тару. Сва избезумљена, Ана одлази код Небојша и прича му да је урадила нешто лоше, али да јој се ипак свидело. Сандрина бивши мува Марину, а она ни не слути шта се крије у позадини. |              |                 |                                                       | |                      |
| 103 | 103          | "Епизода 1.103" | Михаило Вукобратовић и Милан Коњевић                  | Љиљана Несторовић, Милан Коњевић, Милена Деполо, Гордана Гонцић и Владислава Војновић                                         | 13. март 2018.       |
| Кад је Филипова бивша супруга дошла у посету Ани, Неша, Вања и Арса глуме срећну и обичну породицу, али сптељаност из минута у минут постаје све већа непријатнија, поготово кад зазвони телефон. Због тешкоћа у које је запао, Стефан помаже Слоби и између њих почињу да се рађају пријатељски односи. Кад је Илија дошао у посету Радету, између њих двојице избија велика свађа. |              |                 |                                                       | |                      |
| 104 | 104          | "Епизода 1.104" | Михаило Вукобратовић и Милан Коњевић                  | Љиљана Несторовић, Милан Коњевић, Милена Деполо, Гордана Гонцић и Владислава Војновић                                         | 14. март 2018.       |
| Никола затиче Сандру у Јанковом загрљају и схвата да га она и даље воли. Након Тањине дојаве, Арде бесан као рис одлази у Илијину радњу где затиче Арсу. |              |                 |                                                       | |                      |
| 105 | 105          | "Епизода 1.105" | Михаило Вукобратовић и Милан Коњевић                  | Љиљана Несторовић, Милан Коњевић, Милена Деполо, Гордана Гонцић и Владислава Војновић                                         | 15. март 2018.       |
| Татјана се опасно игра са Павловим живцима, али и тајном коју је открила. Филипова бивша се на каучу поверава Вањи, а један погрешан закључак наводи је да нападне Небојшу. Арса није сигуран да ли му прича око Софије и Кизе смета. Он осећа количину љубоморе, али истовремено и велику наклоност ка Ани. Због свега што га је снашло, Раде се веома растужује, а разлог свог бола дели са Јоцом. |              |                 |                                                       | |                      |
| 106 | 106          | "Епизода 1.106" | Михаило Вукобратовић и Милан Коњевић                  | Љиљана Несторовић, Милан Коњевић, Милена Деполо, Гордана Гонцић и Владислава Војновић                                         | 16. март 2018.       |
| Таман је Марина завршила у Николином загрљају, кад се на Вањиним вратима зачуло звоно. Потпуно избезумљена, Марина на вратима затиче непозваног госта. Ствари су се додатно усложниле кад се звоно зачуло опет. Кад је угледао Софију са Кизом, Арса је доживео ново помрачење свести. |              |                 |                                                       | |                      |
| 107 | 107          | "Епизода 1.107" | Михаило Вукобратовић и Милан Коњевић                  | Љиљана Несторовић, Милан Коњевић, Милена Деполо, Гордана Гонцић и Владислава Војновић                                         | 19. март 2018.       |
| Павле добија дојаву од Стефана да ће Марина поново покушати да се састане са Николом, и то у Слобином стану. Због тога он не часи ни часа и одлази право на Слобина врата. Кад је упала код Вање у стан оптужујући је за лагање, Филипова бивша упознаје Радета и ту се рађају обостране симпатије. Лукава Тања унајмљује Тару да прати сваки Радетов корак, али оно што је сазнала, није јој се свидело. |              |                 |                                                       | |                      |
| 108 | 108          | "Епизода 1.108" | Михаило Вукобратовић и Милан Коњевић                  | Љиљана Несторовић, Милан Коњевић, Милена Деполо, Гордана Гонцић и Владислава Војновић                                         | 20. март 2018.       |
| Раде објашњава Татјани да мора на неодложни састанак са пословним ортаком, али она не верује у његову причу. Марина саопштава Павлу своју коначну одлуку. Како би спасио брак, он извлачи кеца из рукава. Арса признаје Ани шта осећа према њој. |              |                 |                                                       | |                      |
| 109 | 109          | "Епизода 1.109" | Михаило Вукобратовић и Милан Коњевић                  | Љиљана Несторовић, Милан Коњевић, Милена Деполо, Гордана Гонцић и Владислава Војновић                                         | 21. март 2018.       |
| Раде је неспретан у својим лажима. Иако је тражио од Стефана и Јоце да га покривају, он сам једва успева да се састави са својим измишљотинама па Тања врло лако закључује да је Раде вара. Зато одлучује да га раскринка па зове Павла да јој помогне, али он је обузет својом бригом. |              |                 |                                                       | |                      |
| 110 | 110          | "Епизода 1.110" | Михаило Вукобратовић и Милан Коњевић                  | Љиљана Несторовић, Милан Коњевић, Милена Деполо, Гордана Гонцић Владислава Војновић и Сандра Силађев                          | 22. март 2018.       |
| Кад је изашао са Зором на вечеру, Раде не успева да прећути чињеницу да је ожењен, али својом искреношћу уместо одбијања добија још већу наклоност симпатичне жене. Кад су коначно отишли у Стефанов стан како би наставили романтично дружење, на вратима се појавила хистерична Тања. |              |                 |                                                       | |                      |
| 111 | 111          | "Епизода 1.111" | Михаило Вукобратовић и Милан Коњевић                  | Љиљана Несторовић, Милан Коњевић, Милена Деполо, Гордана Гонцић и Владислава Војновић                                         | 23. март 2018.       |
| Кад је схватио да је Тања озбиљна у својим намерама и да ће му приликом развода узети све, па и дете, Раде поново тражи помоћ од Стефана који му препоручује посебног заступника. Али ствари су далеко сложеније. Након што је угледала Софију у Арсиној мајци, Ана разочарана излази из куће и одлучује да се са мајком пресели у Нови Сад. |              |                 |                                                       | |                      |
| 112 | 112          | "Епизода 1.112" | Михаило Вукобратовић и Милан Коњевић                  | Љиљана Несторовић, Милан Коњевић, Милена Деполо, Гордана Гонцић и Владислава Војновић                                         | 26. март 2018.       |
| Раде нема намеру да се одрекне Зоре и чини све да јој стави до знања да ствари нису онакве како изгледају. У то име, он одлучује да је изненади. Арса покушава да објасни Ани да је по среди велики неспоразум и да он нема ништа са Софијом. Таман кад је помислила да је свима долијала, Тања упада у сопствену замку. Цеца бива потресена оним што је видела. |              |                 |                                                       | |                      |
| 113 | 113          | "Епизода 1.113" | Михаило Вукобратовић и Милан Коњевић                  | Љиљана Несторовић, Милан Коњевић, Милена Деполо, Гордана Гонцић и Владислава Војновић                                         | 27. март 2018.       |
| Раде ужива у разговору са Зором, а њено присуство га чини бескрајно задовољним. Пре него што су кренули из стана, на вратима се појавио неко кога је Раде најмање очекивао. Кад је почео да слаже коцкице, Раде је био потресен. |              |                 |                                                       | |                      |
| 114 | 114          | "Епизода 1.114" | Михаило Вукобратовић и Милан Коњевић                  | Љиљана Несторовић, Милан Коњевић, Милена Деполо, Гордана Гонцић и Владислава Војновић                                         | 28. март 2018.       |
| Тања бескрупулозно искоришћава Софију како би је претворила у свог савезника. На вратима Исидоровића се појављује Раде решен да са Илијом изглади односе. Али, то није једина изненадна посета. У Радетову пословницу долази Марина из које креће да куља бес када у Радетовој фотељи затекне Татјану. Кад је видео да ће их Тања ве жедне превести преко воде, Арса креће у противнапад. |              |                 |                                                       | |                      |
| 115 | 115          | "Епизода 1.115" | Михаило Вукобратовић и Милан Коњевић                  | Љиљана Несторовић, Милан Коњевић, Милена Деполо, Гордана Гонцић и Владислава Војновић                                         | 29. март 2018.       |
| План који је Арса сковао са својим другарима полази неочекивано добро. Они су успели да забележе тренутак кад Татјана губи живце и бескрупулозно прети унуку свог супруга. Тања је променила плочу и поново врти Радета око свог прста. На састанку, он саопштава да од сада ни једна одлука која се тиче његовог предузећа неће моћи да буде донесена без Тањиног гласа. Да ли ће Вања прихватити Слобину понуду? |              |                 |                                                       | |                      |
| 116 | 116          | "Епизода 1.116" | Михаило Вукобратовић и Милан Коњевић                  | Љиљана Несторовић, Милан Коњевић, Милена Деполо, Гордана Гонцић и Владислава Војновић                                         | 30. март 2018.       |
| Марина и Вања су желеле да се мало опусте, али чашицу по чашицу, стигле су до тачке без повратка. Највише је зарадио Слоба, али оно што је Никола чуо од Марине, оставило је у сенци све претходне догађаје. Таман кад се Ана уселила код Арсе, на вратима се појављује Софија и саопштава Арсенију да чека његово дете. |              |                 |                                                       | |                      |
| 117 | 117          | "Епизода 1.117" | Михаило Вукобратовић и Милан Коњевић                  | Љиљана Несторовић, Милан Коњевић, Милена Деполо, Гордана Гонцић и Владислава Војновић                                         | 2. април 2018.       |
| Тара одлази код Кристине и тражи јој савет у вези са Стефаном, а он доживљава напад беса кад је чуо шта се догодило. Вања одлази код Марине и саопштава јој да ће постати баба, али Никола је најразумнији у тој причи и наслућује да је по среди Софијина велика превара. Кад је схватила да је Раде ангажовао Дану, Татјана је потпуно одлепила. |              |                 |                                                       | |                      |
| 118 | 118          | "Епизода 1.118" | Михаило Вукобратовић и Милан Коњевић                  | Љиљана Несторовић, Милан Коњевић, Милена Деполо, Гордана Гонцић и Владислава Војновић                                         | 3. април 2018.       |
| Кад је Гога добила податак да јој је ћерка трудна, она у тренутку долази из Ниша. Под притиском, Софија признаје да је измислила причу о детету, али уместо прекора од мајке бива увучена у нову бесмислицу - сада мора да се уда за Арсу. Занесена и избезумљена мајка не одустаје од своје замисли, а како би била сигурна да ће остварити оно што је наумила, она се упућује у пословницу код Тање. |              |                 |                                                       | |                      |
| 119 | 119          | "Епизода 1.119" | Михаило Вукобратовић и Милан Коњевић                  | Љиљана Несторовић, Милан Коњевић, Милена Деполо, Гордана Гонцић и Владислава Војновић                                         | 4. април 2018.       |
| Стефан износи Павлу своју сумњу да је Татјана умешана у причу о Софијиној трудноћи. Бескрупулозним наступом, Гога притиска Тању да убеди Радета да Арса ожени њену ћерку. Кад је чула Арсину одлуку, Марина се потресла. Вања и Слоба преживљавају нови крах, а спашава их речна полиција. |              |                 |                                                       | |                      |
| 120 | 120          | "Епизода 1.120" | Михаило Вукобратовић и Милан Коњевић                  | Љиљана Несторовић, Милан Коњевић, Милена Деполо, Гордана Гонцић и Владислава Војновић                                         | 5. април 2018.       |
| Све више људи сумња да је Татјана уплетена у причу о Софијиној трудноћи, а Павле, свестан да она својом болесном игром жели да се освети Арси, веома јасно упозорава своју драгу: Не дирај ми Арсу. Кад је код Слоба у стану затегкла Гогу, Вања је за њу смислила недвосмислену поруку: Пали одавде. Софија одлучује да проговори и настаје расуло. |              |                 |                                                       | |                      |
| 121 | 121          | "Епизода 1.121" | Михаило Вукобратовић и Милан Коњевић                  | Љиљана Несторовић, Милан Коњевић, Милена Деполо, Гордана Гонцић и Владислава Војновић                                         | 6. април 2018.       |
| Гога одлази код Тање и тражи од ње да јој надокнади "сву штету" коју је направила око Софијине лажне трудноће. Павлу је урнебесна чињеница да је Раде посумњао да је Никола Арсин отац. Како би разрешио своју сумњу, Раде одлази у кафића са Илијом и моли га да му разјасни у каквом су односу Никола и Арса. Оно што је чуо, веома га је узнемирило. |              |                 |                                                       | |                      |
| 122 | 122          | "Епизода 1.122" | Михаило Вукобратовић и Милан Коњевић                  | Љиљана Несторовић, Милан Коњевић, Милена Деполо, Гордана Гонцић Владислава Војновић и Сандра Силађев                          | 9. април 2018.       |
| Радета и даље мучи ствар коју му је открио Илија, али не разговара ни с' ким о томе. Након разговора са Стефаном, Павле се враћа кући, али бесна Марина одатле одлази код Николе па Павле започиње потрагу за њом прво бесно одлазећи код Вање. Неша и Филип су се верили. |              |                 |                                                       | |                      |
| 123 | 123          | "Епизода 1.123" | Михаило Вукобратовић и Милан Коњевић                  | Љиљана Несторовић, Милан Коњевић, Милена Деполо, Гордана Гонцић и Владислава Војновић                                         | 10. април 2018.      |
| Дана постаје сведок Тањиног слома. Њена привиђања је потпуно зграњују. Кад је схватио да је Арсина девојка заправо ћерка његове симпатије Зоре, Раде бива пријатно изненађен. Прислушкујући разговор између Арсе и Марине, Павле схвата да је Марина код Исидоровића и настаје расуло. |              |                 |                                                       | |                      |
| 124 | 124          | "Епизода 1.124" | Михаило Вукобратовић и Милан Коњевић                  | Љиљана Несторовић, Милан Коњевић, Милена Деполо, Гордана Гонцић и Владислава Војновић                                         | 11. април 2018.      |
| Кад је схватио да га Никола "вози", Павле потпуно губи разум и саопштава Стефану да ће да га убије. Док је Цеца водила аброве преко телефона, Арса схвата да и она зна за везу између Павла и Татјане па користи прилику да је натера да пред свима понови што је рекла. |              |                 |                                                       | |                      |
| 125 | 125          | "Епизода 1.125" | Михаило Вукобратовић и Милан Коњевић                  | Љиљана Несторовић, Милан Коњевић, Милена Деполо, Гордана Гонцић и Владислава Војновић                                         | 12. април 2018.      |
| Павле притиска Марину да му призна да ли је у вези са Исидоровићем. Уместо тога, она му саопштава да гаји осећања према Николи што потпуно уништава Павлову сујету. У сузама, Раде се поверава Јоци да не жели да се врати кући. Све је спремно за прославу Илијине и Данине годишњице брака, а породичну идилу прекида телефонски позив. Док је ишао код Исидоровића, Павле је доживео тешку саобраћајку. |              |                 |                                                       | |                      |
| 126 | 126          | "Епизода 1.126" | Михаило Вукобратовић и Милан Коњевић                  | Љиљана Несторовић, Милан Коњевић, Милена Деполо, Гордана Гонцић и Владислава Војновић                                         | 13. април 2018.      |
| У болници, Стефан доживљава живчани слом због Павловог стања и урла на Марину која је потпуно сломљена. И Николу мучи осећај кривице, а Татјана посеже за старим пороком. |              |                 |                                                       | |                      |
| 127 | 127          | "Епизода 1.127" | Михаило Вукобратовић и Милан Коњевић                  | Љиљана Несторовић, Милан Коњевић, Милена Деполо, Гордана Гонцић и Владислава Војновић                                         | 16. април 2018.      |
| Док се Татјана помела због Павловог губитка памћења, Арса увиђа колико је озбиљан и сложен однос између њих двоје. Због тога како се Никола осећа поводом новонасталог стања, Аса се љути на свог рођеног оца. Тањина привиђања постају све гора. |              |                 |                                                       | |                      |
| 128 | 128          | "Епизода 1.128" | Михаило Вукобратовић и Милан Коњевић                  | Љиљана Несторовић, Милан Коњевић, Милена Деполо, Гордана Гонцић Владислава Војновић и Сандра Силађев                          | 17. април 2018.      |
| Тара добија хладан туш од Стефана. Очајна због свих увреда које јој је изговорио, она пада у наручје Жики. Тања не може да се помири са чињеницом да је се Павле не сећа па зато улази у његову собу и почиње да га љуби. То бива довољно да му памћење врати, али... |              |                 |                                                       | |                      |
| 129 | 129          | "Епизода 1.129" | Михаило Вукобратовић и Милан Коњевић                  | Љиљана Несторовић, Милан Коњевић, Милена Деполо, Гордана Гонцић и Владислава Војновић                                         | 18. април 2018.      |
| Таман што је одлучила да причу са Стефаном остави за собом, Тара излази на вечеру са Жиком ни не слутећи да ће упасти у љубавни троугао са његовом бившом супругом. Павлу се сећање вратило па је са братом Стефаном сабрао шта му се све десило пре несреће. Док су њих двојица разговарали у купатилу, нису ни знали да их Арсеније све време прислушкује и да схвата да се Павле све време претварао. Да ли ће се Павле опет извући? |              |                 |                                                       | |                      |
| 130 | 130          | "Епизода 1.130" | Михаило Вукобратовић и Милан Коњевић                  | Љиљана Несторовић, Милан Коњевић, Милена Деполо, Гордана Гонцић и Владислава Војновић                                         | 19. април 2018.      |
| После догађаја у ресторану кад је његова жена имала напад љубоморе, Жика долази код Таре како би јој саопштио своју одлуку. Раде добија податак да је Тања отишла на ултразвук без њега и креће јој у сусрет. Стање са Небојшиним околишањем оцу се све више усложњава. |              |                 |                                                       | |                      |
| 131 | 131          | "Епизода 1.131" | Михаило Вукобратовић и Милан Коњевић                  | Љиљана Несторовић, Милан Коњевић, Милена Деполо, Гордана Гонцић и Владислава Војновић                                         | 20. април 2018.      |
| Небојша никако не успева да изговори оцу да је педер због чега га Ана стално подбада. Филип је потпуно потресен. Пролазећи ходником, Тара је чула да је отац Тањиног детета Павле што је потпуно поремећује. Павле је случајно начуо нешто битно: Раде сумња да је дете његово. |              |                 |                                                       | |                      |
| 132 | 132          | "Епизода 1.132" | Михаило Вукобратовић, Милан Коњевић и Иван Стефановић | Љиљана Несторовић, Милан Коњевић, Милена Деполо, Гордана Гонцић и Владислава Војновић                                         | 23. април 2018.      |
| Кад је видео да је Тара у очајном стању, Никола ју је приморао да му призна шта де дешава. Она попушта под притиском и саопштава му да је Татјана у вези са Павлом и моли га да ником не говори, али он није могао ништа да јој обећа. Уместо тога, следећег јутра са на вратима Исидоровића појављује Татјана носећи мачету и спремна да започне крвави пир. |              |                 |                                                       | |                      |
| 133 | 133          | "Епизода 1.133" | Михаило Вукобратовић, Милан Коњевић и Иван Стефановић | Љиљана Несторовић, Милан Коњевић, Милена Деполо, Гордана Гонцић Владислава Војновић и Сандра Силађев                          | 24. април 2018.      |
| Кад је сазнао за његову прњаву прељубу, Никола одлази код Павла и саопштава му да зна да је дете које Тања носи његово. Павле се избезумљује и јавља Татјани лошу вест. Свестан да ствари коначно морају да изађу на видело, Никола одлази код Марине, али њихов разговор прекида змија отровница. |              |                 |                                                       | |                      |
| 134 | 134          | "Епизода 1.134" | Михаило Вукобратовић, Милан Коњевић и Иван Стефановић | Љиљана Несторовић, Милан Коњевић, Милена Деполо, Гордана Гонцић и Владислава Војновић                                         | 25. април 2018.      |
| Таман се Дана опоравила од кошмара, на вратима Исидоровића се појављује Татјана, али овог пута на јави. Она од Таре покушава да сазна да ли је она рекла Николи за њу и Павла, а одговор је не задовољава. У Вањин стан изненада долази Небојшин отац, али и Слоба и Кристина. Због Слобиних испада, он одлази код Небојше у стан и тамо схвата да је Небојша хомосексуалац. |              |                 |                                                       | |                      |
| 135 | 135          | "Епизода 1.135" | Михаило Вукобратовић, Милан Коњевић и Иван Стефановић | Љиљана Несторовић, Милан Коњевић, Милена Деполо, Гордана Гонцић и Владислава Војновић                                         | 26. април 2018.      |
| Арса износи Марини своје сумње да је отац Цециног детета заправо Васке. Док су размењивали нежности у кафићу, Николи и Марини је побегла Ева. Тања наставља да хушка Радета против Николе, само овог пута укључује и Илију. |              |                 |                                                       | |                      |
| 136 | 136          | "Епизода 1.136" | Михаило Вукобратовић, Милан Коњевић и Иван Стефановић | Љиљана Несторовић, Милан Коњевић, Милена Деполо, Гордана Гонцић и Владислава Војновић                                         | 27. април 2018.      |
| Арса тражи од Марине да се удаљи и од Павла и од Николе. Њој то тешко пада, а одлуку јој олакшава управо Никола. Раде саопштава Тањи нешто што јој се уопште не свиђа. |              |                 |                                                       | |                      |
| 137 | 137          | "Епизода 1.137" | Михаило Вукобратовић, Милан Коњевић и Иван Стефановић | Љиљана Несторовић, Милан Коњевић, Милена Деполо, Гордана Гонцић и Владислава Војновић                                         | 30. април 2018.      |
| Раде сазива хитан породични састанак на ком Павле смишља да глуми покорну жртву. То му полази за руком све док Никола није изјавио да је дошло време да призна Арсу и да му његово презиме. Али то није све. Никола сада игра на све или ништа. |              |                 |                                                       | |                      |
| 138 | 138          | "Епизода 1.138" | Михаило Вукобратовић, Милан Коњевић и Иван Стефановић | Љиљана Несторовић, Милан Коњевић, Милена Деполо, Гордана Гонцић и Владислава Војновић                                         | 1. мај 2018.         |
| Полемика око презимена које би требало да стоји уз Арсино име се наставља. Свако има своје објашњење о томе, али не и решење. Илија и Дана моле Тару да да отказ у Радетовом предузећу. Марини и Николи не цветају руже, а све се додатно усложњује када одлуче да престану да се виђају. |              |                 |                                                       | |                      |
| 139 | 139          | "Епизода 1.139" | Михаило Вукобратовић, Милан Коњевић и Иван Стефановић | Љиљана Несторовић, Милан Коњевић, Милена Деполо, Гордана Гонцић и Владислава Војновић                                         | 2. мај 2018.         |
| Исидоровићи и те како улазе у рат са Божићима. Тешење Никола се завршава тако што он завршава у кревету са Кристином. У налету страсти, Павле и Татјана нису ни свесни последица које ће претрпети због својих сплетки. Иако Тару родитељи моле да да отказ у Божићевом предузећу, Тања са Стефаном спрема нову тактику за њу. Да ли ће она насести? |              |                 |                                                       | |                      |
| 140 | 140          | "Епизода 1.140" | Михаило Вукобратовић, Милан Коњевић и Иван Стефановић | Љиљана Несторовић, Милан Коњевић, Милена Деполо, Гордана Гонцић и Владислава Војновић                                         | 3. мај 2018.         |
| Док су Павле и Тања размењивали нежности, у кући се изненада појавио Раде и на поду затекао нешто што је Павлу испало. Избезумљени Павле искаче кроз прозор, али не слути да га је видео Јоца. Тара се потпуно уживела у улогу велике директорке. Док је новом пословном ортаку веома симпатична, Тања нема превише разумевања за њено ново понашање. |              |                 |                                                       | |                      |
| 141 | 141          | "Епизода 1.141" | Михаило Вукобратовић, Милан Коњевић и Иван Стефановић | Љиљана Несторовић, Милан Коњевић, Милена Деполо, Гордана Гонцић Владислава Војновић и Сандра Силађев                          | 4. мај 2018.         |
| Раде покушава да докучи чије дугме је нашао на поду своје куће. У томе му помаже Јоца. Након састанка са Николом, Павла хвата невиђена фрка. Он је сигуран да ће Никола показати свој снимак уколико не призна прељубу са Татјаном. Тара започиње романсу са новим пословним ортаком Божићевог предузећа. |              |                 |                                                       | |                      |
| 142 | 142          | "Епизода 1.142" | Михаило Вукобратовић, Милан Коњевић и Иван Стефановић | Љиљана Несторовић, Милан Коњевић, Милена Деполо, Гордана Гонцић и Владислава Војновић                                         | 7. мај 2018.         |
| Павлу истиче време и он је јако живчан. Тања показује Радету лажни лист којим се потврђује да је он отац још нерођеног детета. На врата Исидоровића стиже Жика који покушава да исправи ствари са Таром. Због гриже савести, Никола одлази код Марине и признаје јој све шта зна о односу Павла и Тање. Марину истина потреса. |              |                 |                                                       | |                      |
| 143 | 143          | "Епизода 1.143" | Михаило Вукобратовић, Милан Коњевић и Иван Стефановић | Љиљана Несторовић, Милан Коњевић, Милена Деполо, Гордана Гонцић и Владислава Војновић                                         | 8. мај 2018.         |
| Павле је сатеран у ћошак. Кад је видео да је у безизлазном стању, он је одлучио да се обрачуна са Николом, а тај сусрет пролази крваво. Кад је добила потврду од Јоце, Марина је кренула код Тање како би се суочила са њом. |              |                 |                                                       | |                      |
| 144 | 144          | "Епизода 1.144" | Михаило Вукобратовић, Милан Коњевић и Иван Стефановић | Љиљана Несторовић, Милан Коњевић, Милена Деполо, Гордана Гонцић и Владислава Војновић                                         | 9. мај 2018.         |
| Марина долази код Николе и заједничким снагама покушавају да схвате како је Павле сазнао за њихов разговор. НА Кристинин позив, Вања долази код Слобе како би му помогла да превазиђе осећајну кризу због Даниловог пензионисања. Док је Тара спремала извештај за Радета, у предузеће улази Лука. Кад му је Тара објаснила да повуче ручну, он губи разум и почиње да насрће на њу. Срећом, стиже Жика. |              |                 |                                                       | |                      |
| 145 | 145          | "Епизода 1.145" | Михаило Вукобратовић, Милан Коњевић и Иван Стефановић | Љиљана Несторовић, Милан Коњевић, Милена Деполо, Гордана Гонцић и Владислава Војновић                                         | 10. мај 2018.        |
| Кад је чуо од Марине да је видела налазе ДНК анализе и да је сигурна да је дете Радетово, Павле доживљава огроман потрес. Због Даниловог одласка, Слоба не може да дође к' себи па тражи новог "кућепазитеља", а први избор му је Васке. Слоба се толико уплашио да остане сам, да је са ранцем пуним игрица отишао код Вање. |              |                 |                                                       | |                      |
| 146 | 146          | "Епизода 1.146" | Михаило Вукобратовић, Милан Коњевић и Иван Стефановић | Љиљана Несторовић, Милан Коњевић, Милена Деполо, Гордана Гонцић и Владислава Војновић                                         | 11. мај 2018.        |
| Поверавајући се Јоци да је испала смешна у Радетовим очима јер је испитивање показало да је Тањино дете 100% Радетово, Марина добија шамар и схвата да је још једном насамарена. Испитивање не да мира ни Павлу па он моли Стефана да му помогне да је провере. И Тара има признање - заљубљена је у Жику, а он не губи време. Марина затиче Тању у стању живчаног растројства, а то се не завршава добро. |              |                 |                                                       | |                      |
| 147 | 147          | "Епизода 1.147" | Михаило Вукобратовић, Милан Коњевић и Иван Стефановић | Љиљана Несторовић, Даница Николић Николић, Милан Коњевић, Милена Деполо, Гордана Гонцић, Владислава Војновић и Сандра Силађев | 14. мај 2018.        |
| После трауматичног сусрета са Тањом, Марина уплашено одлази код Јоце и саопштава му да је Тања луда и да није особа за коју се представља да јесте. Стефан одлучује да лаже Павла и саопштава му да је дете заиста Радетово. Кад јој је Тања дошла у кућу, Марина је одлучила да заигра на карту Анастасије Бенчић. |              |                 |                                                       | |                      |
| 148 | 148          | "Епизода 1.148" | Михаило Вукобратовић, Милан Коњевић и Иван Стефановић | Љиљана Несторовић, Милан Коњевић, Милена Деполо, Гордана Гонцић и Владислава Војновић                                         | 11. мај 2018.        |
| Кад је курир погрешио и заменио поклоне које је Павле наменио Тањи и Марини, код њега у пословницу долази Арса који му ставља до знања да је схватио коме је који поклон био намењен. Никола саопштава родитељима да жели да се одсели и започне самостални живот. Кад је коначно схватила сличност и везу између Анастасије и Тање, Марина одлази да се обрачуна. |              |                 |                                                       | |                      |
| 149 | 149          | "Епизода 1.149" | Михаило Вукобратовић, Милан Коњевић и Иван Стефановић | Љиљана Несторовић, Даница Николић Николић, Милан Коњевић, Милена Деполо, Гордана Гонцић и Владислава Војновић                 | 16. мај 2018.        |
| После још једног безуспешног покушаја да раскринка Тању, Марина своје објашњење саопштава Арси. Недуго затим, на њен праг стиже непотписано писмо чија је садржина запрепашћујућа. |              |                 |                                                       | |                      |
| 150 | 150          | "Епизода 1.150" | Михаило Вукобратовић, Милан Коњевић и Иван Стефановић | Љиљана Несторовић, Даница Николић Николић, Милан Коњевић, Милена Деполо, Гордана Гонцић и Владислава Војновић                 | 17. мај 2018.        |
| Тања позива Марину и Вању на вечеру како би им саопштила нешто важно. У међувремену, стиже ново непотписано писмо, али овога пута Марина и Вања хватају курира. Како би коначно истерале ствари на чистац, њих две зову Стефана и захтевају да им призна све што зна о Тањи. |              |                 |                                                       | |                      |
| 151 | 151          | "Епизода 1.151" | Михаило Вукобратовић, Милан Коњевић и Иван Стефановић | Љиљана Несторовић, Даница Николић Николић, Милан Коњевић, Милена Деполо, Гордана Гонцић и Владислава Војновић                 | 18. мај 2018.        |
| Николи стиже извештај из штедионице, а цифра коју је видео на екрану га је потпуно фрапирала. Кристина у тренутку почиње да се понаша другачије према њему, оптужујући га да је издао своја уверења. Кад јој се пожалио да му је тешко због Исидоровићевог доласка у предузеће, Тања обећава Павлу да ће се осветити. Она смишља причу о изгубљеној рођаки и нада се да ће Марина и Вања насести. |              |                 |                                                       | |                      |
| 152 | 152          | "Епизода 1.152" | Михаило Вукобратовић, Милан Коњевић и Иван Стефановић | Љиљана Несторовић, Даница Николић Николић, Милан Коњевић, Милена Деполо, Гордана Гонцић и Владислава Војновић                 | 21. мај 2018.        |
| Када је Кристина изненада дошла код Николе, она у стану затиче Марину, а једна њена непромишљена опаска је била повод за велико удаљавање. Тања наставља своју прљаву игру па зове Вању телефоном и представља се као Анастасија, али током њиховог разговора, у пословницу улеће Павле. |              |                 |                                                       | |                      |
| 153 | 153          | "Епизода 1.153" | Михаило Вукобратовић, Милан Коњевић и Иван Стефановић | Љиљана Несторовић, Даница Николић Николић, Милан Коњевић, Милена Деполо, Гордана Гонцић и Владислава Војновић                 | 22. мај 2018.        |
| Стефан кује подли план - поново ће да смува Тару како би управљао свиме што се дешава око Николе. Марина није ни слутила шта се спрема. Док је очекивала Анастасију усплахирена што нема Вање, на вратима се појављује Тања и уноси дах смрти. |              |                 |                                                       | |                      |
| 154 | 154          | "Епизода 1.154" | Михаило Вукобратовић, Милан Коњевић и Иван Стефановић | Љиљана Несторовић, Даница Николић Николић, Милан Коњевић, Милена Деполо, Гордана Гонцић и Владислава Војновић                 | 23. мај 2018.        |
| Кад је послушала Николин савет како да коначно открије прави лик Татјане Божић, Марина се налази очи у очи са својом другарицом из средње школе и више нема врдања. Између Николе и Павла избија нови куршлус, а последице се никоме не допадају, а понајмање Радету. Видевши Тару у Стефановом загрљају, Жика недвосмислено одлучује да откаже свадбу. |              |                 |                                                       | |                      |
| 155 | 155          | "Епизода 1.155" | Михаило Вукобратовић, Милан Коњевић и Иван Стефановић | Љиљана Несторовић, Даница Николић Николић, Милан Коњевић, Милена Деполо, Гордана Гонцић и Владислава Војновић                 | 24. мај 2018.        |
| Под изговором да има ватру, Васке зове Вању да дође и помогне Слоби. Уместо ватре, Вању дочекује велико изненађење: романтична вечера и молба да почну испочетка. Романтику прекида Данилов повратак и остаје неизвесно да ли ће све друго пасти у воду. После свега што се десило, Тања одлучује да напусти земљу. Избезумљени Раде долази код Марине и захтева да му каже истину. |              |                 |                                                       | |                      |
| 156 | 156          | "Епизода 1.156" | Михаило Вукобратовић, Милан Коњевић и Иван Стефановић | Љиљана Несторовић, Даница Николић Николић, Милан Коњевић, Милена Деполо, Гордана Гонцић и Владислава Војновић                 | 25. мај 2018.        |
| Тара је очајна због свега што јој се догодило. Кад је Никола сазнао да је у њену несрећу умешан Стефан, он одлучује да се обрачуна с' њим, али са Стефаном је и разјарени Павле. Очајна Тања је у великој кризи - потпуно је избачена из строја па зове Вању и моли је за помоћ. |              |                 |                                                       | |                      |
| 157 | 157          | "Епизода 1.157" | Михаило Вукобратовић, Милан Коњевић и Иван Стефановић | Љиљана Несторовић, Даница Николић Николић, Милан Коњевић, Милена Деполо, Гордана Гонцић и Владислава Војновић                 | 28. мај 2018.        |
| Никола на наговор екипе одлучује да направи журку за усељење. Вања у томе види прилику да целој екипи представи нову Анастасију, тачније Тању, али Тања има друге планове. Кад је Стефан преко Таре почео да прети Николи, Тара је одлучила да га набоде у главу. |              |                 |                                                       | |                      |
| 158 | 158          | "Епизода 1.158" | Михаило Вукобратовић, Милан Коњевић и Иван Стефановић | Љиљана Несторовић, Даница Николић Николић, Милан Коњевић, Милена Деполо, Гордана Гонцић и Владислава Војновић                 | 29. мај 2018.        |
| Стефана је срамота што је попио ударац од Таре пред целим предузећем па се жали Павлу који одлучује да се освети. Он непозван одлази на Николину журку усељења где свима квари забаву, али највише Тањи која одлучује да иступи са својим великим признањем. |              |                 |                                                       | |                      |
| 159 | 159          | "Епизода 1.159" | Михаило Вукобратовић, Милан Коњевић и Иван Стефановић | Љиљана Несторовић, Даница Николић Николић, Милан Коњевић, Милена Деполо, Гордана Гонцић и Владислава Војновић                 | 30. мај 2018.        |
| Арса лаже Ану да иде да се види са Николом па му сусрет са Софијом загорчава живот. Марина у Слобином стану доживљава потрес када угледа неглижирану Кристину, али још већи потрес доживљава Никола кад у Маринином купатило затекне Павла у бадемантилу. |              |                 |                                                       | |                      |
| 160 | 160          | "Епизода 1.160" | Михаило Вукобратовић, Милан Коњевић и Иван Стефановић | Љиљана Несторовић, Даница Николић Николић, Милан Коњевић, Милена Деполо, Гордана Гонцић и Владислава Војновић                 | 31. мај 2018.        |
| Између Татјане и Стефана избија рат након снимка који је Жика по наговору убацио у Тањин рачунар. Марина коначно саопштава Николи да је поднела захтев за развод брака. |              |                 |                                                       | |                      |
| 161 | 161          | "Епизода 1.161" | Михаило Вукобратовић, Милан Коњевић и Иван Стефановић | Љиљана Несторовић, Даница Николић Николић, Милан Коњевић, Милена Деполо, Гордана Гонцић и Владислава Војновић                 | 1. јун 2018.         |
| Павле је уверен да Марина жели да му се врати па шетка около к'о мува без главе. Раде одлази код Марина како би сазнао каква је веза између Татјане и Анастасије Бенчић, али се на вратима појављује Тања која наваљује да она саопшти Радету истину. Кад је од Николе сазнао да је Марина поднела хартије за развод брака, Арса је полудео. |              |                 |                                                       | |                      |
| 162 | 162          | "Епизода 1.162" | Михаило Вукобратовић, Милан Коњевић и Иван Стефановић | Љиљана Несторовић, Даница Николић Николић, Милан Коњевић, Милена Деполо, Гордана Гонцић и Владислава Војновић                 | 4. јун 2018.         |
| Кад је чуо за Маринин план за медијацију, Павле је потпуно полудео, а она бива потресена његовим реаговањем. Док је покушавала да му стави до знања да га више не воли, Павле ју је пољубио, а том чину сведочили су унезверени Никола и Арса. Затечена у безизлазном стању, Тања одлучује да призна Радету да је она у ствари Анастасија Бенчић. |              |                 |                                                       | |                      |
| 163 | 163          | "Епизода 1.163" | Михаило Вукобратовић, Милан Коњевић и Иван Стефановић | Љиљана Несторовић, Даница Николић Николић, Милан Коњевић, Милена Деполо, Гордана Гонцић и Владислава Војновић                 | 5. јун 2018.         |
| Кад је из Тањиних уста чуо да она заправо воли Радета, Павлу се руши свет. Он оставља опроштајно писмо и пење се на врх зграде. Сви одлазе за њим и моле га да сиђе са ивице, али он их не чује. |              |                 |                                                       | |                      |
| 164 | 164          | "Епизода 1.164" | Михаило Вукобратовић, Милан Коњевић и Иван Стефановић | Љиљана Несторовић, Даница Николић Николић, Милан Коњевић, Милена Деполо, Гордана Гонцић и Владислава Војновић                 | 6. јун 2018.         |
| Како би се поново увукао у Маринину кућу, Павле вешто глуми уцвељеност и сви падају на његове форе о самоубиству. Први почиње да сумња Никола, али кад је чуо да се после свега Павле вратио кући, он потпуно бива сломљен. Вања размишља да слоби пружи још једну прилику. |              |                 |                                                       | |                      |
| 165 | 165          | "Епизода 1.165" | Михаило Вукобратовић, Милан Коњевић и Иван Стефановић | Љиљана Несторовић, Даница Николић Николић, Милан Коњевић, Милена Деполо, Гордана Гонцић и Владислава Војновић                 | 7. јун 2018.         |
| Под Кристининим утицајем, али и због Павловог повратка, Никола одлучује да стави тачку на везу са Марином. Она је потпуно потресена и не зна како да реагује. |              |                 |                                                       | |                      |
| 166 | 166          | "Епизода 1.166" | Михаило Вукобратовић, Милан Коњевић и Иван Стефановић | Љиљана Несторовић, Даница Николић Николић, Милан Коњевић, Милена Деполо, Гордана Гонцић и Владислава Војновић                 | 8. јун 2018.         |
| После Николиног раскида, очајна Марина се обраћа Вањи за помоћ. Као два шакала који вребају, Кристина је пресрећна што ће поново моћи да покуша са Николом док Павле слуша Стефанов савет и одлази да теши Марину. |              |                 |                                                       | |                      |
| 167 | 167          | "Епизода 1.167" | Михаило Вукобратовић, Милан Коњевић и Иван Стефановић | Љиљана Несторовић, Даница Николић Николић, Милан Коњевић, Милена Деполо, Гордана Гонцић и Владислава Војновић                 | 11. јун 2018.        |
| Иако му Марина долази на ноге и саопштава му да га воли, он не посустаје у својој намери и не жели да се помири са њом. Очајна, Марина одлази из стана Исидоровића. Слоба бива пријатно изненађен Вањиним доласком, али и њеном одлуком. |              |                 |                                                       | |                      |
| 168 | 168          | "Епизода 1.168" | Михаило Вукобратовић, Милан Коњевић и Иван Стефановић | Љиљана Несторовић, Даница Николић Николић, Милан Коњевић, Милена Деполо, Гордана Гонцић и Владислава Војновић                 | 12. јун 2018.        |
| Павле покушава да сазна од Марине шта се десило са њом и Исидоровићем. Како наилази на зид ћутања, он јој саопштава да жели да се пресели у Небојшин стан. Стефан убацује Тари бубицу како би заједно могли да проведу њено девојачко вече. Призор који је видела потпуно поражава Марину, али она није једина повређена овим гестом. |              |                 |                                                       | |                      |
| 169 | 169          | "Епизода 1.169" | Михаило Вукобратовић, Милан Коњевић и Иван Стефановић | Љиљана Несторовић, Даница Николић Николић, Милан Коњевић, Милена Деполо, Гордана Гонцић и Владислава Војновић                 | 13. јун 2018.        |
| Жика бива непријатно изненађен кад чује да Тара спрема девојачко вече. На наговор Николе и Арсе, и он почиње да размишља о момачкој вечери. Стање пред венчање додатно усложњује Маринина одлука да се не појави на венчању, што Николи посебно тешко пада. |              |                 |                                                       | |                      |
| 170 | 170          | "Епизода 1.170" | Михаило Вукобратовић, Милан Коњевић и Иван Стефановић | Љиљана Несторовић, Даница Николић Николић, Милан Коњевић, Милена Деполо, Гордана Гонцић и Владислава Војновић                 | 14. јун 2018.        |
| Док се Жика силом прилика забавља са стриптизетом на момачкој вечери, Тару мучи велика потешкоћа. Кад је признала мајци у чему је ствар, Дана бива потресена. Кристина отворено разговара са Марином, а она јој бива веома захвална. |              |                 |                                                       | |                      |
| 171 | 171          | "Епизода 1.171" | Михаило Вукобратовић, Милан Коњевић и Иван Стефановић | Љиљана Несторовић, Даница Николић Николић, Милан Коњевић, Милена Деполо, Гордана Гонцић и Владислава Војновић                 | 15. јун 2018.        |
| Свадбено весеље Таре и Жике почиње дивним изненађењем због чега умало пада у несвест. Али онај који заиста завршава без свести је Раде који коначно сазнаје истину о Татјани, Павлу и њиховом детету. С' обзиром да није у могућности да се сам избори са потешкоћама, он моли Арсу да преузме породични посао, а он улогу газде схвата веома озбиљно и спреман је на драстичне мере. Кад је сазнао да је Тања у ствари Анастасија Бенчић, Павле не може да се обузда, а речи које јој изговара доводе је на ивицу зграде. Да ли има повратка? |              |                 |                                                       | |                      |